# زاویه (زرندیه)
زاویه شهری در بخش مرکزی شهرستان زرندیه استان مرکزی ایران است. جمعیت این شهر بر اساس سرشماری عمومی نفوس و مسکن در سال ۱۳۹۵ برابر با ۶٬۰۲۷ نفر شامل ۳۰۴۲ مرد و ۲۹۸۵ مرد در تعداد ۱۸۸۰ خانوار بوده است. زاویه در لغت و به معنای متداول امروزی آن به مفهوم گوشه و کنج می‌باشد.
پیشه بیشتر مردم این شهر در گذشته کشاورزی و دامداری بوده است اما امروزه با وجود شهرک‌های صنعتی در پیرامون این شهر دیگر کشاورزی مثل گذشته در این شهر رونق ندارد.
شهر زاویه در استان مرکزی، در طول جغرافیایی ۵۰ درجه و ۳۳ دقیقه شمالی و در عرض جغرافیایی ۳۵ درجه و ۲۲ دقیقه شرقی در ۴۵ کیلومتری شهر ساوه و حدود ۷۰ کیلومتری شهر تهران واقع شده است.
شهرک صنعتی زاویه به دلیل فاصله مناسب از این شهرها و در اراضی عمومی منطقه‌ای به نام هاشم‌آباد، مورد توجه سرمایه گذاران مختلفی در کارگاه‌های تولیدی صنایع مختلف بوده است.
زاویه شهری کوچک اما با قدمت بسیار بالا است که در مرکز ایران واقع شده است. در مورد وجه تسمیه این شهر نظرات گوناگونی وجود دارد:
- با توجه به قدمت این منطقه، نام زاویه ممکن است از واژه پهلوی زاو یا زاب به معنای «آب فراوان» یا «رود» گرفته شده باشد که نشان‌دهنده ارتباط این منطقه با یک محیط آبی در گذشته است.[۴][۵]
- هم چنین عنوان این شهر در شکل کنونی آن مشابه با واژه ای با ریشه عربی است و علاوه بر اشاره به معنی گوشه، به معنی کنج که محلی خاص در خانقاه است، می‌باشد.[۶][۷] کنج در خانقاه‌ها به قطب و شیخ آن خانقاه اختصاص داشته یا محل مخصوص ریاضت سالکان خانقاه بوده است و حتی به معنای خود خانقاه نیز به کار رفته است (معین، ۱۳۷۹، ذیل: زاویه).[۸][۹] در این خصوص گفته می‌شود که این نام به دلیل وجود زاویه ای مشهور و بقعه ای از مشایخ متصوفه در این شهر بوده که به پیر موسی خاموش معروف بوده است. خرابه های این بقعه تا چندی قبل جنب رود خانه خلیل، محل زیارت و نذورات حاجتمندان بوده است که درحال حاضر تبدیل به حسینیه شده است. اگرچه این بقعه می تواند یکی از این زوایا بوده باشد اما امروزه چیزی از آن به جز نام باقی نمانده است اما محتمل است که نام شهر زاویه به این شخص اخیر منسوب باشد.[۱۰]
- در مورد عنوان این شهر هم چنین گفته می‌شود که زاویه به دلیل موقعیت جغرافیایی آن است که در سر راه تهران (یا ری) و ساوه، در حالت گوشه و کنج و زاویه مسیر این دو شهر قرار گرفته است.
- نظری دیگر آن است که این واژه در اصل زاوه یا زابه بوده و دو شهر بزرگ و قدیمی منطقه شامل آوه[۱۱] و ساوه[۱۲] به همراه زاوه، شهرهای مهم این منطقه را تشکیل می‌داده‌اند. چنان‌که در خراسان قدیم نیز شهری به این نام بوده که مطابق با تربیت حیدریه امروزین است[۱۳] و البته این نظر دست کم با توجه به منابع و متون شناخته شده و در دسترس نیست.

## کشاورزی و دامداری

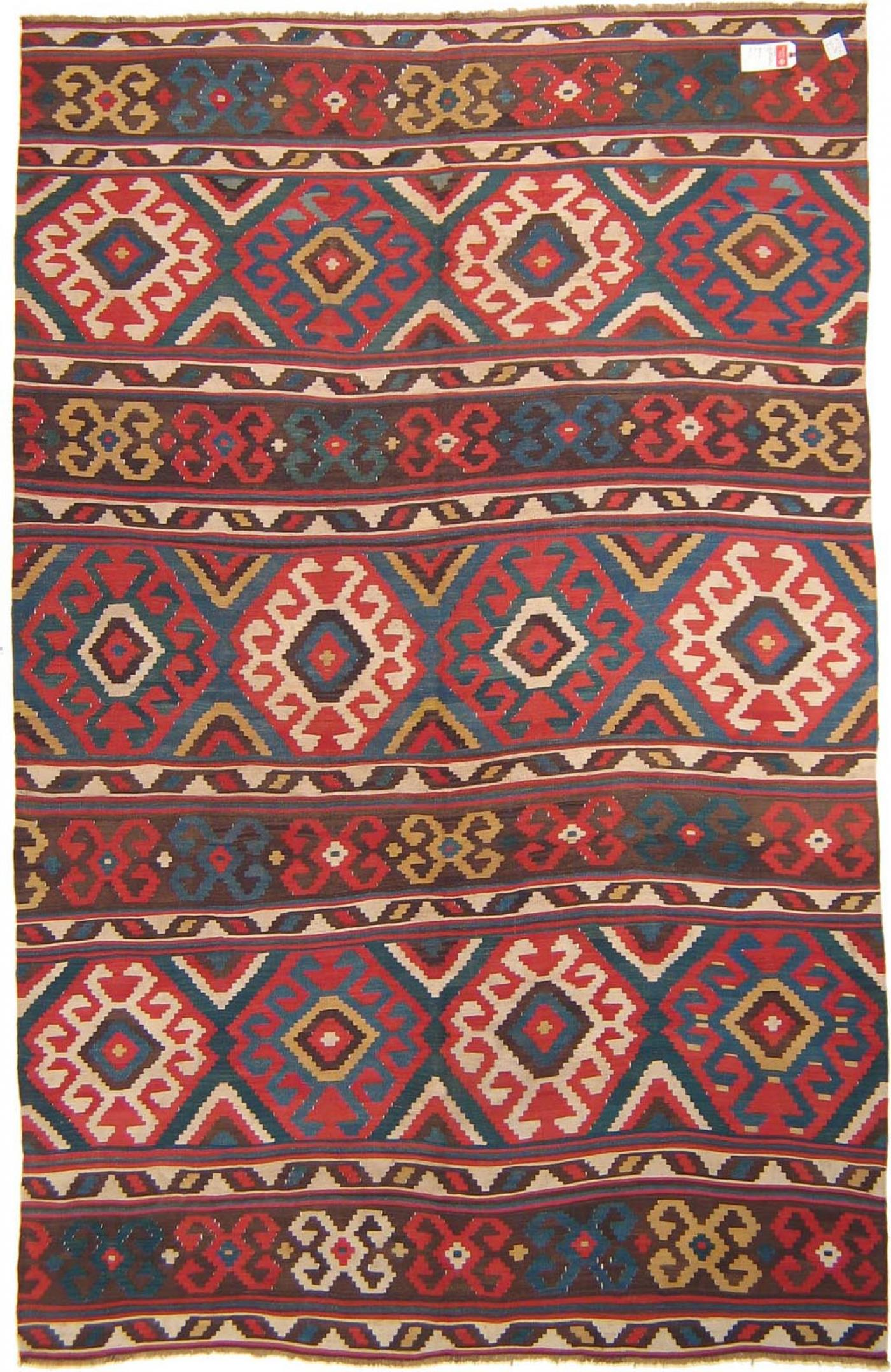
عکس یک گلیم بافته شده توسط ایل شاهسون

از گذشته نه چندان دور، کشت عمده در این منطقه شامل غلات، پنبه، چغندر قند، شاهدانه، کرچک و انگور و به صورت مختصر زراعت گندم و جو بوده است. به نظر می‌رسد که زاویه وضعیت یاد شده را تا حدودی حفظ کرده ولی بیشتر تحت تأثیر آب و هوای منطقه بوده است. با این حال تحت تأثیر شهرک‌های صنعتی و تمایل شدید مردم به رفاه شهرنشینی رونق کشاورزی تحت شعاع قرار گرفته است.
دامداری در زاویه به شکل محدود با پرورش گوسفند و گاو و در برخی موارد پرورش بز انجام می‌شود. در برخی موارد پرورش مرغ و ماکیان نیز انجام می‌گیرد اما در مقادیر قابل توجهی نیست.
تولیدات زاویه تا چند دهه پیش محدود به گلیم بافی، تولید قالیچه، نخ ریسی، جوراب بافی بود. همچنین زاویه مرکز تولیدات روستایی و عشایری منطقه بود و بازار آن بر اساس این تولیدات و این مبادلات تنظیم شده بود. با توجه به این که زاویه در طول دوره معاصر، فاقد بازار و مرکز عمده مبادلات بوده به نظر می‌رسد که حجم اقتصادی در این شهر به زاویه محدود بوده است. در حال حاضر نیز بازار موجود بیشتر به خدمات محلی می‌پردازد و حتی برخی نیازهای بومی در شهرهای دیگر برطرف می‌شود.

## غذا و پوشاک

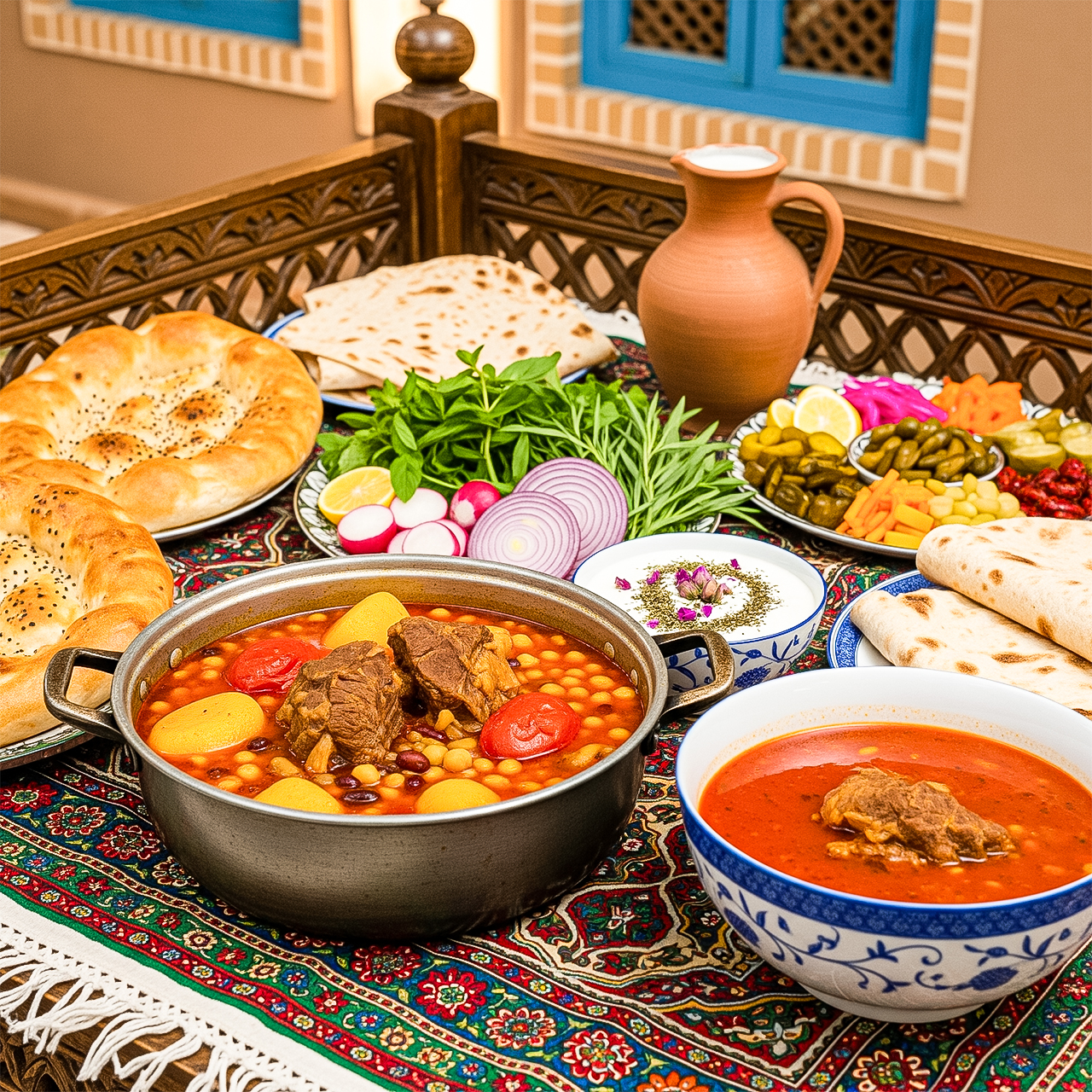
آبگوشت سنتی

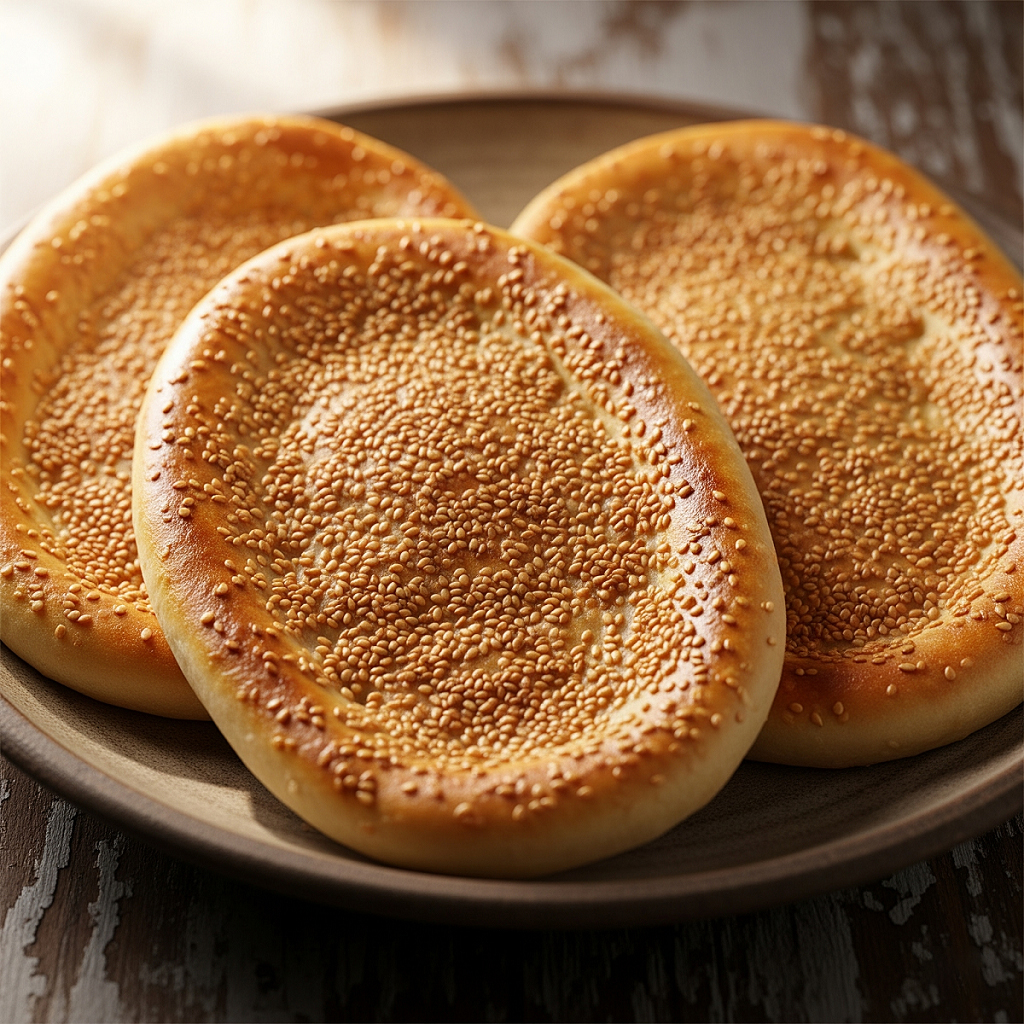
شیرینی فطیر

در زاویه غذاهای محلی تفاوت چندانی با مناطق دیگر ندارد و شامل انواع آش رشته و دم پختک (به لفظ محلی دمیگ) و غذاهای مشهور ایرانی مانند قورمه سبزی، خورشت قیمه، آبگوشت و غیره است.
دم پختک محلی با نوعی از بلغور گندم تهیه می شود که به زبان ترکی به آن یارما می گویند. یارما ابتدا به صورت نیم پز آماده شده و زیر آفتاب خشک می شود؛ سپس به صورت نیم کوب، همراه با پیازداغ، گوجه فرنگی، سیب زمینی و چاشنی و ادویه هایی مانند رب گوجه، زردچوبه، نمک و فلفل در آب پخته می شود.  

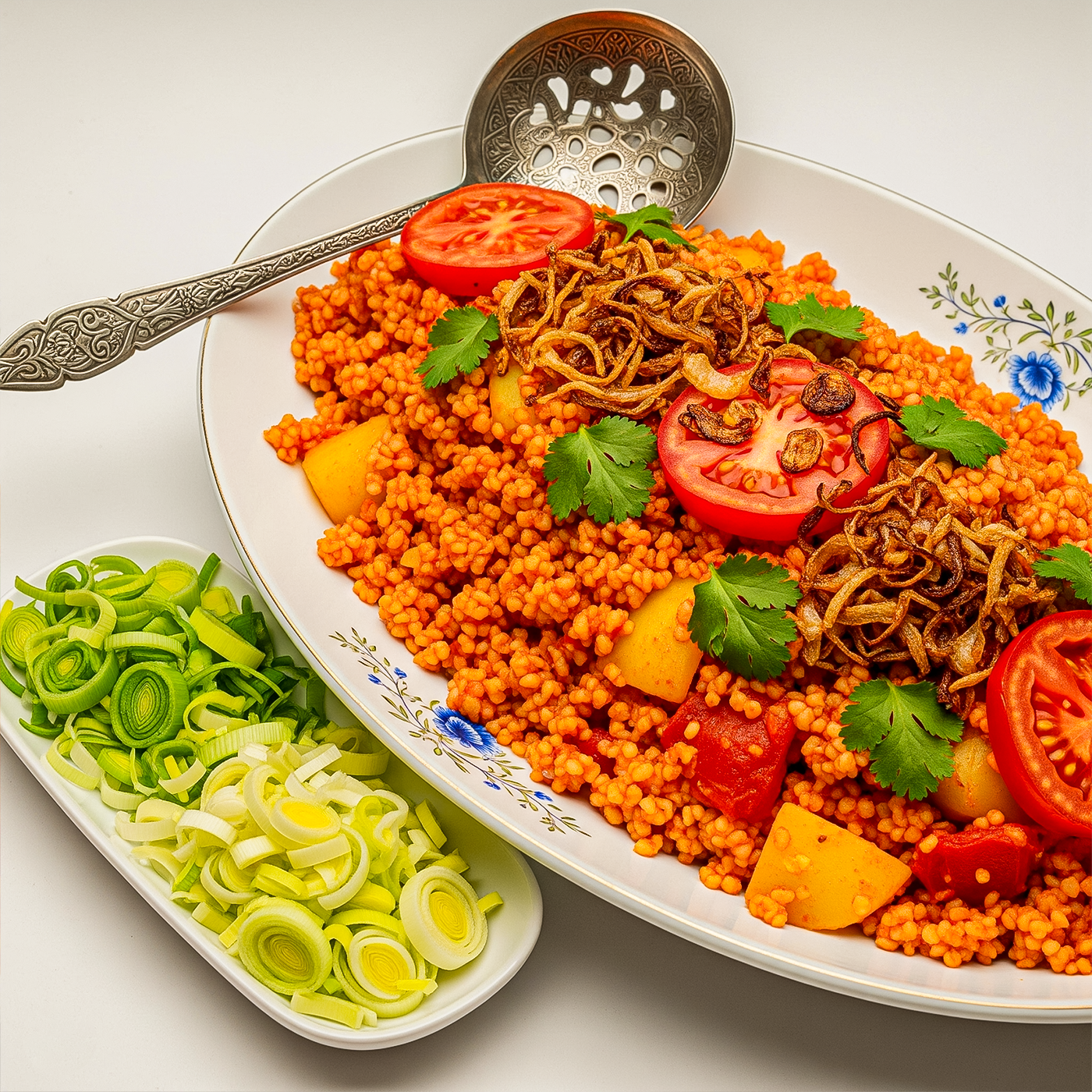
دمیگ

از شیرینی‌های سنتی زاویه که در مراسم مختلف مانند عید نوروز یا اعیاد مذهبی پخته می‌شود، شیرینی فطیر می‌باشد که در سایر شهرهای استان مرکزی و به خصوص در اراک نیز بسیار معروف است.

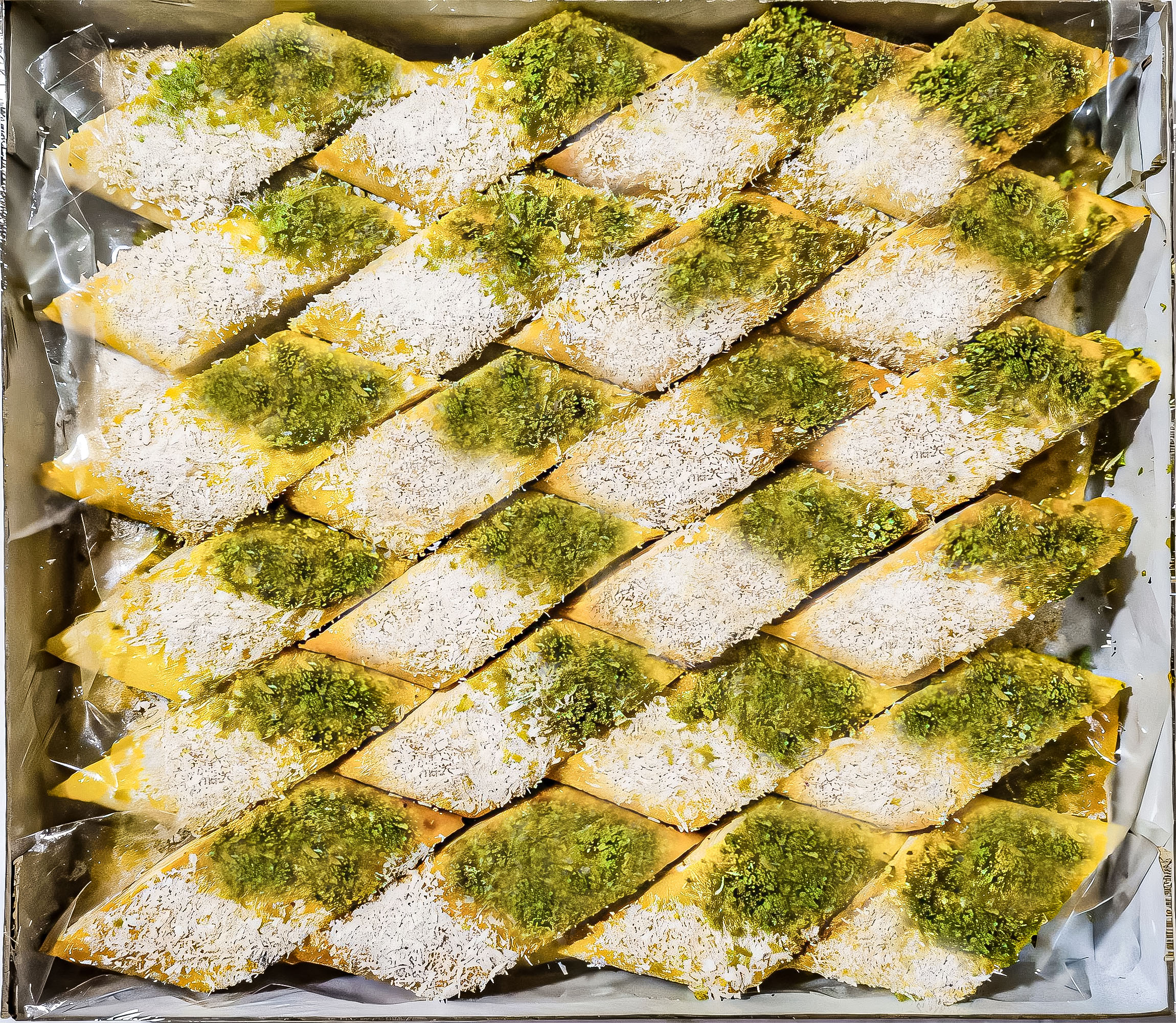
شیرینی یوخه

همچنین شیرینی خوشمزه دیگری به نام یوخه در زاویه تهیه می شود که از لایه های بسیار نازک خمیر که روی هم قرار گرفته، تشکیل شده و با پودر قند و پسته تزئین می شود. این شیرینی طرز تهیه راحتی داشته و ماندگاری بالایی نیز دارد. این شیرینی برای دورهمی های خانوادگی و در ایام عید نوروز به صورت خانگی پخته می شود.
در گذشته نه چندان دور لباس مردم عادی این منطقه، لباس عمومی دوره قاجاریه بوده است. زنان با چارقد، دامن بلند، گاهی شلیته و چاقچور و در بیرون همراه با چادر و مردان نیز با کلاه نمدی یا بافتنی، کفش‌های گیوه، تنبان‌های گشاد از پارچه‌های مختلف می‌پوشیدند.
به‌طور کلی ویژگی و مشخصه ای متمایز از مناطق دیگر برای پوشاک این منطقه گزارشی در دست نیست.

## زندگی جانوری و گیاهی منطقه
از جانوران این منطقه می‌توان به شغال، گرگ و گراز وحشی (به لفظ محلی دونقوز) اشاره کرد.
هم چنین نوعی کبک در این منطقه وجود دارد که به لفظ محلی ترکی به آن «باقله قارا» گفته می‌شود.
کلاغ‌های سفید و سیاه نیز در این شهر «آلا قارغا» و «آلجه قارغا» گفته می‌شود.
زاویه مشابه سایر بخش‌های عمده ای از استان مرکزی، در منطقه آب و هوایی صحرایی سرد قرار گرفته است.
این شهر در دشتی هموار با پوشش نیمه بیابانی واقع شده است از اینرو فاقد مراتع و علف زار یا پوشش جنگلی بوده است. عمده رستنی‌های زاویه از نوع گیاهان و درختان بیابانی و نیمه بیابانی است. درختانی چون انار، مو، چنار و توت، پسته از نمونه‌های رستنی این شهر به‌شمار می‌رود. همچنین باید به گیاهی با عنوان محلی «اَلْقون» اشاره کرد.

## جغرافیا و زمین‌شناسی زاویه

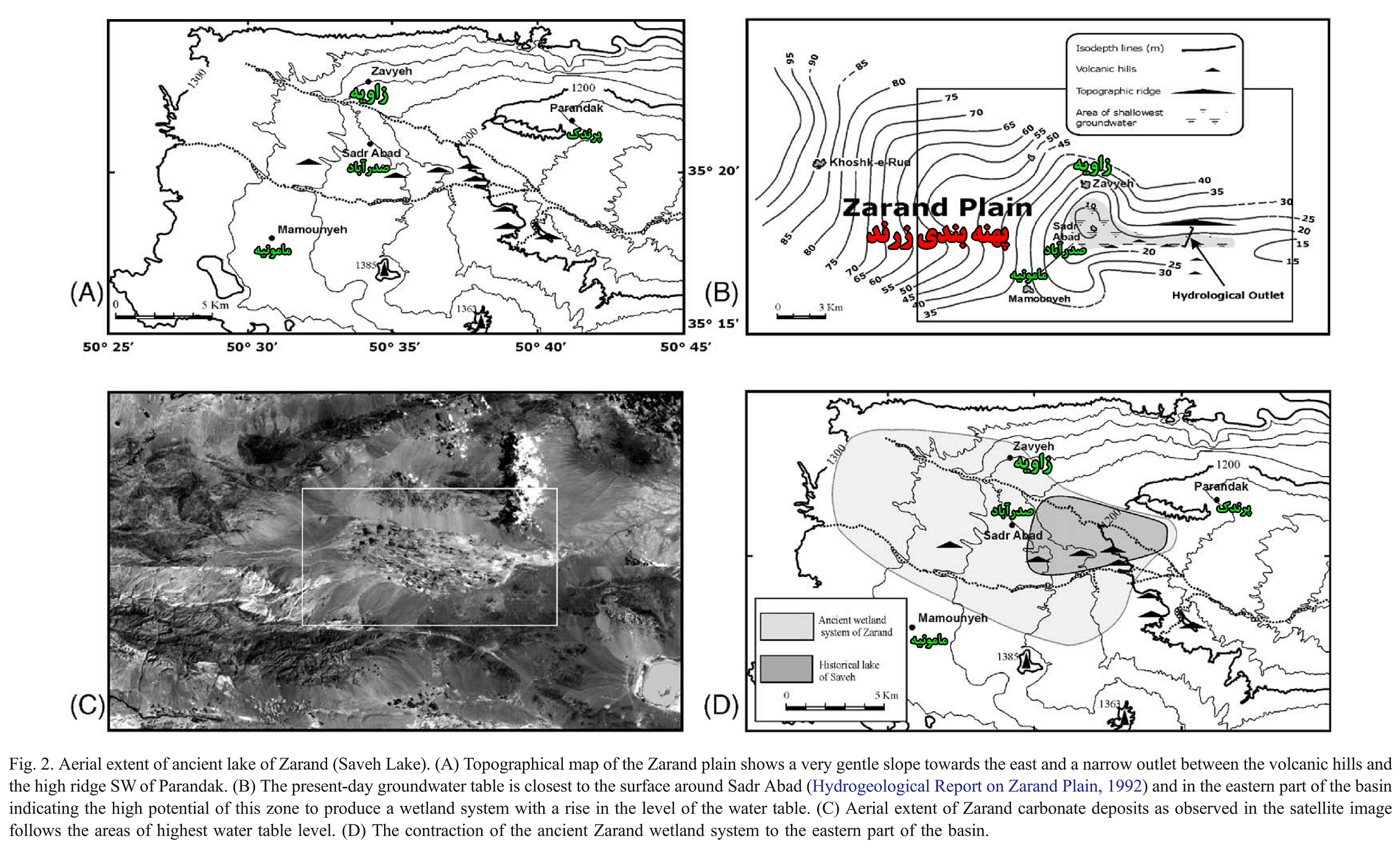
موقعیت دریاچه باستانی زرندیه (احتمالا دریاچه ساوه)(A) نقشه توپوگرافی دشت زرند با شیب ملایمی به سمت شرق و یک خروجی باریک بین تپه‌های آتشفشانی و ریج مرتفع در شمال شرقی زاویه.
(B) سطح سفره آب زیرزمینی در سال ۱۹۹۲ در نزدیکی صدرآباد که احتمال تشکیل سیستم اراضی مردابی با افزایش سطح آب زیرزمینی را در این منطقه نشان می‌دهد. (C) گستره هوایی رسوبات کربناتی زرند که در تصویر ماهواره‌ای مشاهده می‌شود، مناطقی با بالاترین سطح سفره آب زیرزمینی را دنبال می‌کند. (D) انقباض سیستم مردابی باستانی زرند به بخش شرقی حوضه.

زاویه از سمت شمال شرقی به کوه قناق، قره قویی جازانک و تَکّه داغی و از شمال به کوه قلیچ می‌رسد. در جنوب آن رودخانه شورک آباد، شرق آن روستای سلطان آباد و غرب آن روستای رحمت آباد واقع شده است.
از چشمه‌های منطقه می‌توان به چشمه زه کش و یقین آباد اشاره کرد که هم‌اکنون خشک شده‌اند. زاویه فاقد رودخانه دائمی است اما در گذشته نه چندان دور از مجموع قناتهای به هم پیوسته (در برخی منابع تعداد این قنات‌ها ۸ و ۱۶ رشته گزارش شده است)، بستر دائمی و جریان رودی به وجود آمده بود که از میانه شهر (حدود مسجد جامع شهر) می‌گذشت و در اصطلاح محلی به آن «قوشه دیرمان» می‌گفتند. قوشه دیرمانه لفظی ترکی است و گویا به معنی لشکر آسیاب معنی می‌دهد. به نظر قوشه همان واژه قوش به معنای پرنده شکاری و دیرمان نیز به معنی آسیاب است. البته به گفته اهالی کهنسال زاویه، قوشه به معنای نیروی نظامی و و لشکر یا قشون بوده است. در گذشته آب زاویه از طریق آب انبار تأمین می‌شده است و بنای آب انبار آن بر اثر بی‌توجهی رو به ویرانی نهاده است.
در یک مقاله علمی که در سال ۲۰۰۶ منتشر شده است، خلاصه ای از وضعیت زمین‌شناسی منطقه اطراف زاویه و به خصوص دریاچه ای که دوره باستان در مجاورت زاویه قرار داشته اشاره شده است. نکات خلاصه زیر در این مقاله در مورد وضعیت زمین‌شناسی این منطقه ذکر شده است:
1. هدف این مطالعه تحلیل دقیق محیط رسوبی و پالئواکولوژی رسوبات کربناته‌ای است که در دوره کواترنری پسین (اواخر عصر یخبندان تا هولوسن) در دشت زرند (در حدود ۸۰ کیلومتری جنوب غربی تهران و شمال شهر ساوه) رسوب‌گذاری شده‌اند. مقاله همچنین می‌کوشد ارتباط بین دریاچه تاریخی ساوه و این نهشته‌های کربناته را بررسی کند و نقش اقلیم و زمین‌ساخت را در شکل‌گیری این نهشته‌ها روشن سازد.
2. حوضه زرند یک فرورفتگی بین‌کوهی با منشأ گسل‌های کششی نئوژن است که بین دو سامانه گسلی عمده در شمال و جنوب قرار گرفته و شکلی لوزی دارد. سنگ‌های پایه عمدتاً از آتشفشان‌های ائوسن و سنگ‌های آتشفشانی تشکیل شده‌اند که منبع اصلی رسوبات آبرفتی منطقه محسوب می‌شوند. همچنین واحدهایی از سازند قرمز بالایی (URF)، آهک‌های دریایی الیگو-میوسن و کنگلومراهای پلیوسن در منطقه دیده می‌شوند.
3. بر اساس داده‌های تراز سطح آب زیرزمینی و تصاویر ماهواره‌ای، بخش شرقی حوضه زرند بیشترین پتانسیل برای تشکیل تالاب را دارد. مطالعات نشان می‌دهد در گذشته تالابی گسترده (احتمالاً همان دریاچه ساوه) بخش مرکزی حوضه را پوشانده که اکنون در نتیجه فعالیت‌های نئوتکتونیکی به شرق منتقل شده و خشک شده است.
4. به دلیل نبود مواد قابل تاریخ‌گذاری، سن نهشته‌ها به‌طور دقیق مشخص نیست، اما وجود ابزارهای سنگی نوسنگی در نزدیکی محل مطالعه نشان‌دهنده سن پلیستوسن پسین است. مدارک تاریخی نیز وجود یک دریاچه یا مرداب را بین ۱۰۰۰ تا ۵۰۰۰ سال پیش در این منطقه تأیید می‌کنند. در نتیجه ترکیبی از تغییرات اقلیمی، فعالیت گسل‌ها، و دخالت‌های انسانی مانند بهره‌برداری از قنوات باعث خشک شدن این دریاچه شده‌اند. نقشه زمین‌شناسی مناطق اطراف زاویه زرندیه[۱۵]

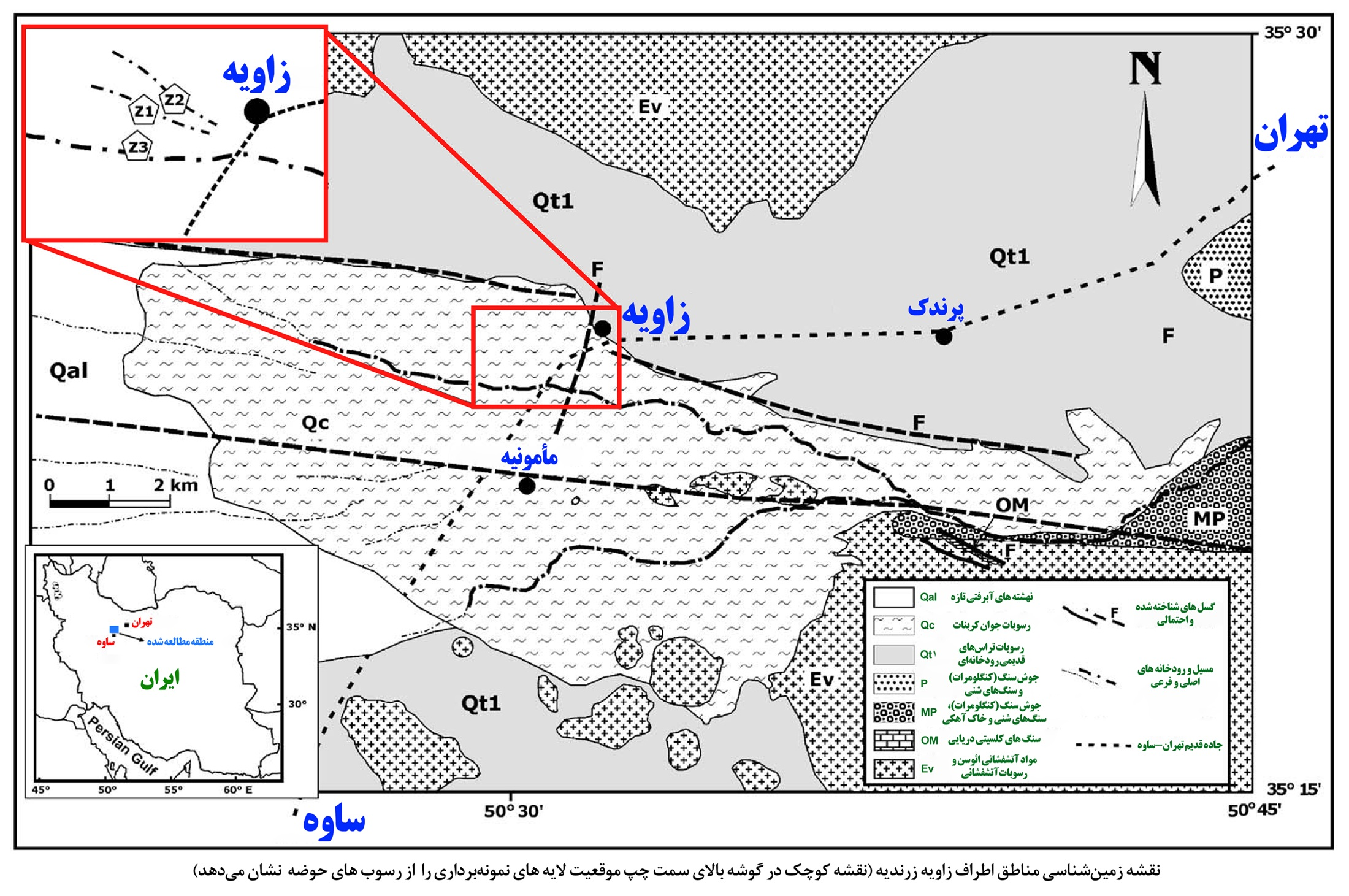
نقشه زمین‌شناسی مناطق اطراف زاویه زرندیه

5. مطالعه رسوبات کربناته زرند نشان‌دهنده چهار محیط عمده رسوب‌گذاری است: دریاچه‌های کم‌عمق (lacustrine)، تالاب‌ها و مرداب‌های کوچک (palustrine) در دشت‌های سیلابی، کانال‌های رودخانه‌ای ترکیبی سیلیسی‌کلاستیک–کربناته و دشت‌های آبرفتی دورتر با توسعه گسترده خاک‌سازهای آهکی (calcretes).
6. وجود نشانه‌هایی مانند ماسه های آهکی، کانال‌های ریشه، گل‌ماسه‌های قرمز و سبز، و فاقد بودن تبخیرات معدنی (evaporites) نشان‌دهنده شرایط نیمه‌مرطوب تا نیمه‌خشک در بازه‌های مختلف کواترنری است. تحلیل میکروفسیل‌ها مانند استراکودها، گاستروپودها و شاروفیت‌ها نشان می‌دهد که دریاچه‌ها اغلب آب شیرین تا کمی شور داشته‌اند که گاه از چشمه‌ها تغذیه می‌شده‌اند.
7. اقلیم این منطقه خشک یا نیمه‌خشک غالب بوده ولی دوره‌هایی با افزایش رطوبت نیز مشاهده شده است. در عین حال، تحلیل‌ها نشان می‌دهد که فضای لازم برای رسوب‌گذاری تحت تأثیر نشست‌های زمین‌ساختی فراهم شده است. در مجموع، حوضه زرند مثالی از یک حوضه «balanced-fill» است که در آن نرخ نشست زمین با ورود رسوب و آب در تعادل بوده است.

## دریاچه باستانی ساوه در دشت زرند
مقاله ای با عنوان «دریاچه باستانی گمشده ساوه» که در سال ۲۰۰۳ در مجله ایرانیکا آنتیکوآ (Iranica Antiqu) منتشر شد، به بررسی روایت‌های تاریخی، جغرافیایی و ادبی پارسی دربارهٔ وجود و ناپدید شدن ناگهانی دریاچه‌ای در منطقه ساوه می‌پردازد. این مطالعه با تحلیل متون تاریخی، بررسی جغرافیای کنونی و گذشته ساوه، مطالعه ریشه‌شناسی نام‌های جغرافیایی، بقایای باستان‌شناختی و یافته‌های زمین‌شناختی، به این نتیجه می‌رسد که دریاچه ساوه واقعاً در دشت زرند، در شمال ساوه، وجود داشته است. همچنین دلایل احتمالی خشک شدن این دریاچه بررسی شده است.
روایت‌های تاریخی دربارهٔ دریاچه ساوه به دو شکل اصلی ارائه شده‌اند:
1. روایت پیش از اسلام: برخی متون ادعا می‌کنند که این دریاچه پیش از ظهور اسلام وجود داشته و توسط یک پادشاه افسانه‌ای پارسی، به نام کیخسرو، به‌صورت مصنوعی خشک شده است. بر این اساس کیخسرو پس از پیروزی در جنگ با توران، به بیژن (فرزند گیو پسر گودرز) دستور داد تا دریاچه را تخلیه کند. بیژن با مهارت خود در شنا، محل مناسبی برای زهکشی دریاچه یافت و دریاچه را با موفقیت خشک کرد. پس از بازگشت کیخسرو از جنگ، شهر ساوه بر زمین خشک‌شده آن تأسیس شد.[۱۶]
2. روایت معجزه‌گونه: روایت دیگر، که در متون عربی و پارسی از قرن سوم هجری به بعد تکرار شده، ادعا می‌کند که دریاچه ساوه در شب تولد پیامبر اسلام به‌صورت ناگهانی خشک شد. این رویداد به‌عنوان یکی از معجزات همزمان با تولد پیامبر، همراه با خاموش شدن آتشکده پارس و فرو ریختن ستون‌های ایوان خسرو (کاخ ساسانی)، ذکر شده است. به عنوان مثال، در مجمل التواریخ آمده که در شب تولد پیامبر، بت‌ها فرو افتادند، ایوان خسرو لرزید و دریاچه ساوه خشک شد.[۱۷][۱۸][۱۹][۲۰][۲۱]
3. روایت نقلی: حمدالله مستوفی ادعا می‌کند که دریاچه ساوه در محل شهر کنونی ساوه قرار داشت و از رود مزدقان‌چای تغذیه می‌شد. زکریای قزوینی نیز گزارش می‌دهد که برخی از سالخوردگان ساوه ادعا کرده‌اند در جوانی خود، کشتی‌ها و قایق‌هایی را در این دریاچه دیده‌اند و زمین خشک‌شده آن بعدها برای کشت جو استفاده شده است.[۲۲]

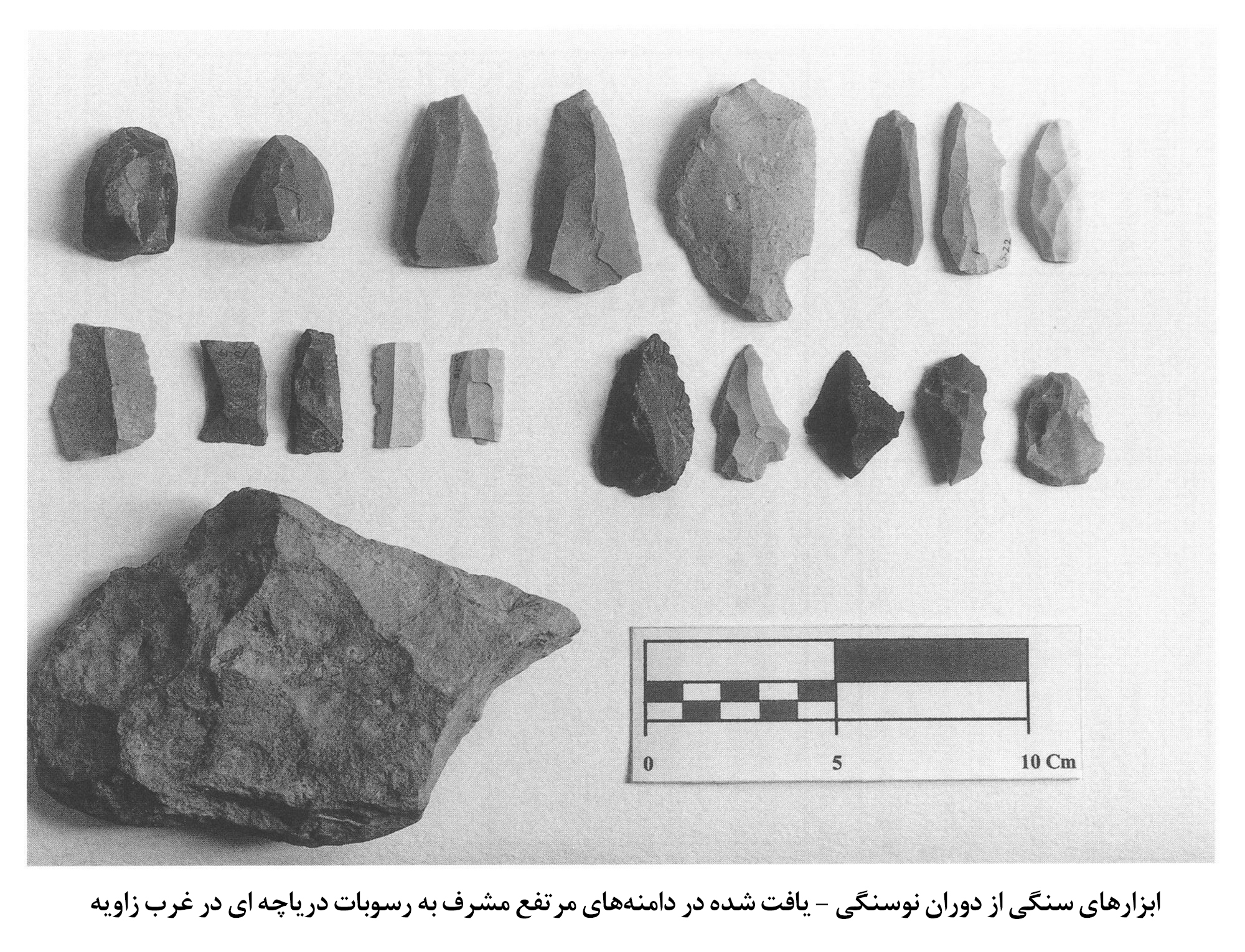
ابزارهای سنگی دوران نوسنگی - یافت شده از تپه‌های غرب شهر زاویه که به دریاچه باستانی مشرف بوده است

شواهد باستان‌شناختی و ریشه‌شناسی نام‌های جغرافیایی نقش مهمی در تأیید وجود دریاچه ساوه دارند. مارکو پولو، جهانگرد معروف، ساوه را به‌عنوان زادگاه سه مغ (که به دیدار عیسی مسیح رفتند) معرفی کرده و از وجود آتشکده زرتشتی در نزدیکی ساوه خبر داده که نشان‌دهنده سکونت پیش از اسلام در این منطقه است. همچنین، ویلهلم توماشک نام ساوه را به «سواوینا» یا «سواکینا» در جدول پویتنگر (Tabulae Peutingerianae) مرتبط می‌داند. ابزارهای سنگی یافت‌شده در دشت زرند، متعلق به دوره نوسنگی، و دیگر محوطه‌های باستان‌شناختی پیش از اسلام، قدمت سکونت در این منطقه را تأیید می‌کنند.
ریشه‌شناسی نام‌های جغرافیایی نیز اطلاعات ارزشمندی ارائه می‌دهد. نام «ساوه» به گفته بومیان از «سه آبه» به معنای «سه آب» گرفته شده که به سه بخش از یک دریاچه بزرگ در مرکز ایران اشاره دارد: دریاچه ساوه، حوض سلطان (جنوب غربی تهران) و دریاچه نمک (شمال شرقی کاشان).
نام «زرند» از واژه پهلوی «زرآوند» یا «زری‌آوند» به معنای «محل دریاچه یا دریا» گرفته شده است. همچنین، نام «زاویه»، شهری در دشت زرند، از واژه پهلوی «زاو» یا «زاب» به معنای «آب فراوان» یا «رود» مشتق شده است. این نام‌ها نشان‌دهنده وجود یک محیط دریاچه‌ای یا تالابی در گذشته باستانی هستند.
مکان‌یابی دریاچه
بر اساس تحلیل‌های جغرافیایی و زمین‌شناختی، دریاچه ساوه به احتمال زیاد در دشت زرند، حدود ۳۰ کیلومتری شمال ساوه، قرار داشته است. بررسی نقشه‌های توپوگرافی نشان می‌دهد که شهر ساوه در یک شیب ملایم به سمت جنوب شرقی قرار دارد و هیچ فرورفتگی توپوگرافیکی برای وجود دریاچه در این محل وجود ندارد. همچنین، محوطه‌های باستان‌شناختی پیش از اسلام در ارتفاعات کمتر از ۱۰۰۰ متر در اطراف ساوه یافت شده‌اند که فرضیه وجود دریاچه در موقعیت کنونی شهر ساوه را رد می‌کند.
در مقابل، دشت زرند به دلیل شیب ملایم شرقی و شواهد زمین‌شناختی، مانند رسوبات دریاچه‌ای-تالابی حاوی فسیل‌های آب شیرین شکم‌پایان (گاستروپود)، صدفیان (اوستراکود) و جلبک، مکان محتمل‌تری برای دریاچه ساوه است. نبود محوطه‌های باستان‌شناختی پیش از اسلام در مرکز و شرق دشت زرند نیز نشان می‌دهد که این منطقه در گذشته زیر آب بوده و سکونت‌گاه‌ها در اطراف آن متمرکز بوده‌اند.
دلایل خشک شدن دریاچه
سه دلیل اصلی برای خشک شدن دریاچه ساوه پیشنهاد می‌شود:
1. تغییرات تدریجی اقلیمی: مطالعات دیرینه‌محیطی نشان می‌دهند که پس از آخرین دوره یخبندان، بارندگی در فلات ایران افزایش یافت و جنگل‌های بلوط در کوه‌های زاگرس تا حدود ۵۲۰۰ سال پیش گسترش یافتند. این شرایط مرطوب ممکن است به تشکیل یا گسترش دریاچه ساوه منجر شده باشد. اما با شروع روند خشکی اقلیمی در مرکز ایران، دریاچه به تدریج کوچک شد، اما خشک شدن کامل آن احتمالاً به یک رویداد فاجعه‌بار یا انسانی نیاز داشته است.
2. پدیده‌های ناگهانی زمین‌شناختی: زلزله‌ها می‌توانند با تغییر مسیر رودخانه‌ها یا تخریب سدهای طبیعی، دریاچه‌ها را خشک کنند. تحلیل زلزله‌های تاریخی ایران نشان می‌دهد که زلزله‌ها اغلب در زمان‌های اوج و کمال ماه (به دلیل نیروهای گرانشی خورشید و ماه) رخ می‌دهند. از آنجا که تولد پیامبر اسلام در میانه ماه ربیع‌الاول (بین ۱۲ تا ۱۷) و در نیمه‌شب گزارش شده، وقوع زلزله‌ای که باعث تخلیه ناگهانی دریاچه شده باشد، محتمل است.
3. زهکشی مصنوعی: همان‌طور که در روایت کیخسرو آمده،[۱۶] دریاچه ممکن است برای احیای زمین یا اهداف کشاورزی به‌صورت مصنوعی تخلیه شده باشد. این روش در مناطق دیگر ایران، مانند گلباف، نیز گزارش شده است.

## آب و هوا
بر اساس دسته‌بندی اقلیمی کوپن، استان مرکزی تحت سه دسته اقلیمی قرار می‌گیرد:
- اقلیم بیابانی گرم (BWh)
- اقلیم بیابانی سرد (BWk)
- اقلیم نیمه‌خشک سرد (BSk)

با این حال، شرایط اقلیمی در مناطق مختلف این استان به دلیل تنوع جغرافیایی آن تفاوت‌های چشمگیری دارد.
زاویه در ارتفاع ۱۲۴۰ متری از سطح دریا، دارای آب و هوای کویری در عرض جغرافیایی متوسط است. دمای سالانه این منطقه ۱۷٫۱۶ درجه سانتیگراد (۶۲٫۸۹ درجه فارنهایت) و ۱٫۲۷- درصد کمتر از میانگین دمای ایران است.
زاویه به‌طور معمول حدود ۲۲٫۵۳ میلی‌متر بارندگی دارد و ۴۶٫۸۱ روز بارانی در سال (۱۲٫۸۲ درصد مواقع) دارد.
الگوهای آب و هوای فصلی و تغییرات آن در شهر زاویه به شرح ذیل می‌باشد:
زمستان: زمستان‌ها به‌طور معمول سرد هستند و در محدوده زیر ۱۰ درجه سانتی‌گراد در نوسان است. این منطقه همچنین در زمستان، بالاترین میزان بارش سالانه را تجربه می‌کند.
بهار: هوای فصل بهار در این استان معمولاً معتدل است و یکی از بهترین زمان‌های سال برای بازدید از منطقه محسوب می‌شود.
تابستان: تابستان‌ها معمولاً گرم و خشک هستند و در برخی مناطق دما به بالای ۴۰ درجه سانتی‌گراد نیز افزایش می‌یابد.
پاییز: در پاییز دمای هوا به تدریج کاهش می‌یابد و شرایط آب و هوایی خشک بوده و بارش‌های بارانی بسیار اندک است.
نمودارهای زیر وضعیت آماری تغییرات دما و بارش‌ها را در ماه‌های مختلف سال نشان می‌دهد:

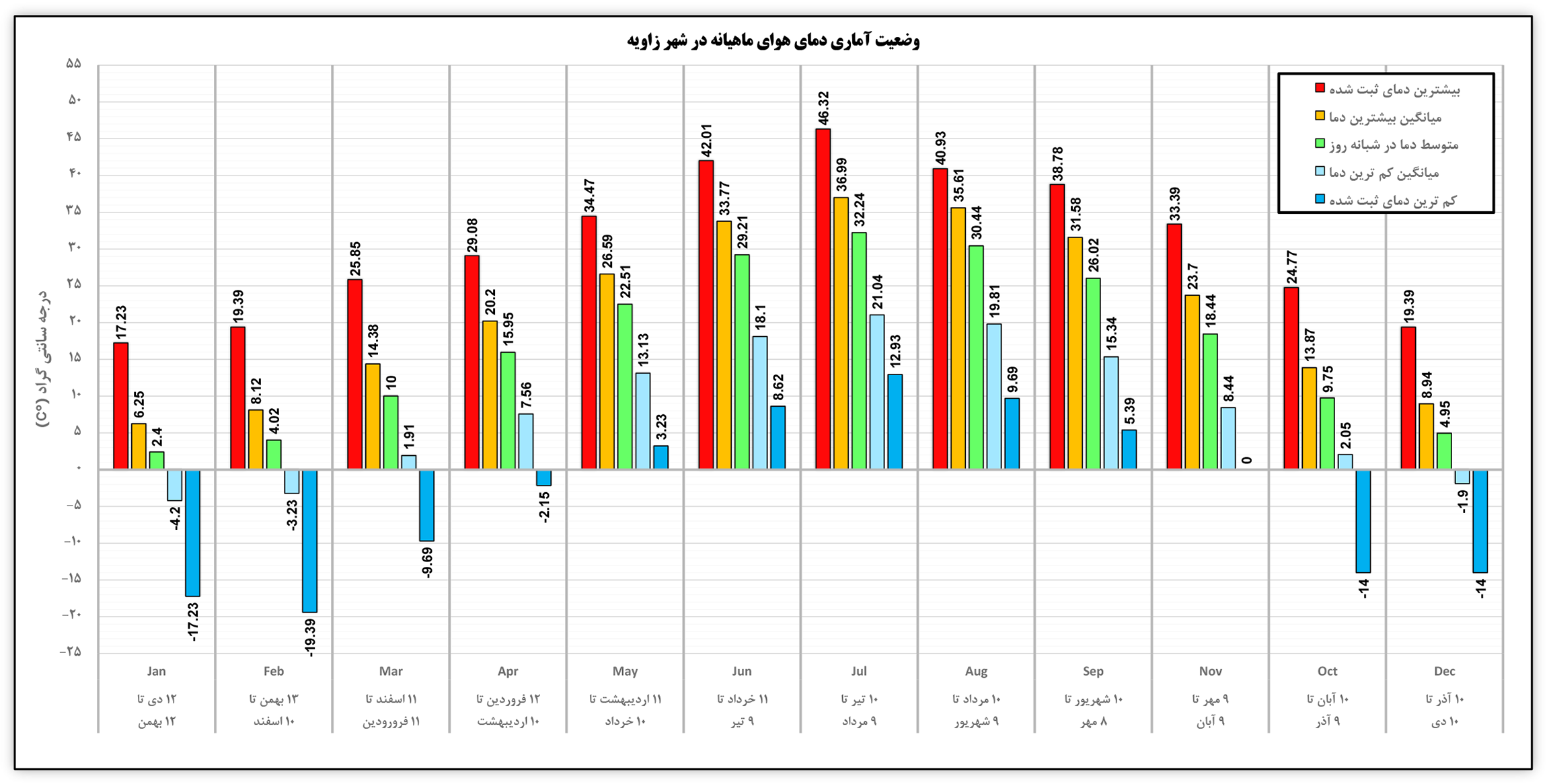
نمودار تغییرات دمای هوای شهر زاویه به‌طور ماهانه

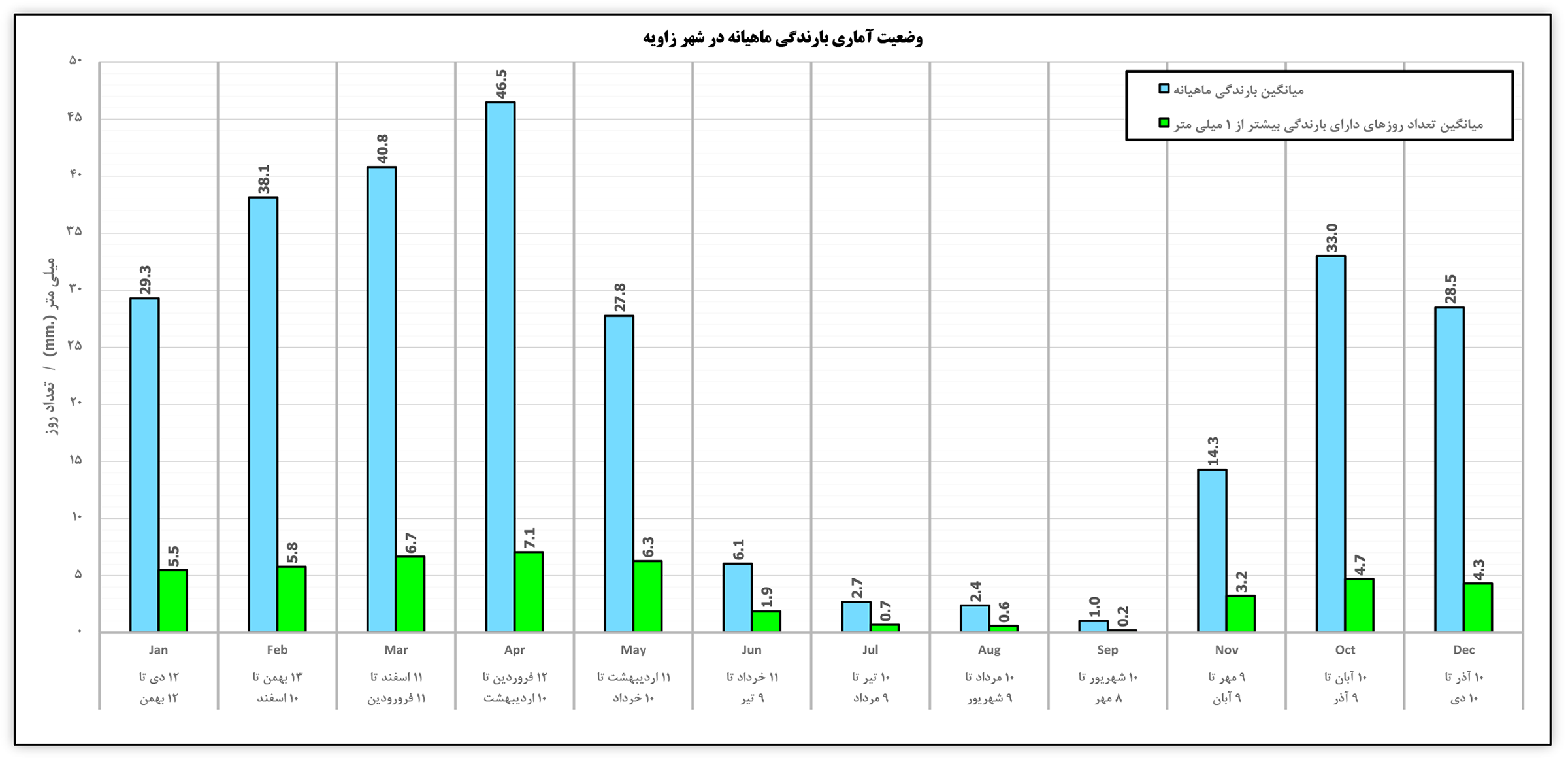
نمودار میزان بارش و روزهای بارانی شهر زاویه به‌طور ماهانه

## آداب و رسوم محلی
آداب و تشریفات برگزاری عروسی‌ها در زاویه با قدری تفاوت در نام مراسم و جزئیات آن تقریباً مشابه با دیگر مناطق ایرانی است. از جمله کوچوک قند، بیوک قند، حنا، گلین چِخَر و دوواخ، رسوم عمده و معمول را تشکیل می‌داده است. هر یک از واژه‌ها به آداب مختلفی اشاره دارد که در زمان مجزایی برگزار می‌شد. دو مرحله نخست محتوا و مضمونی همچون شیرینی خوران و مراسم نامزدی اشاره دارد که امروزه در شهرهای بزرگ معمول است. سپس در مراسم حنابندان معمول بود که به میهمانان آش شله داده شود. در گلین چخر که شب اصلی عروسی بود، معمولاً با دادن چلو به میهمانان انجام می‌شد و عروس را به خانه داماد می‌بردند. مرحله نهایی یعنی دوواخ نیز معادل مراسم پاتخت است که در روز بعد از عروسی انجام می‌گرفت.

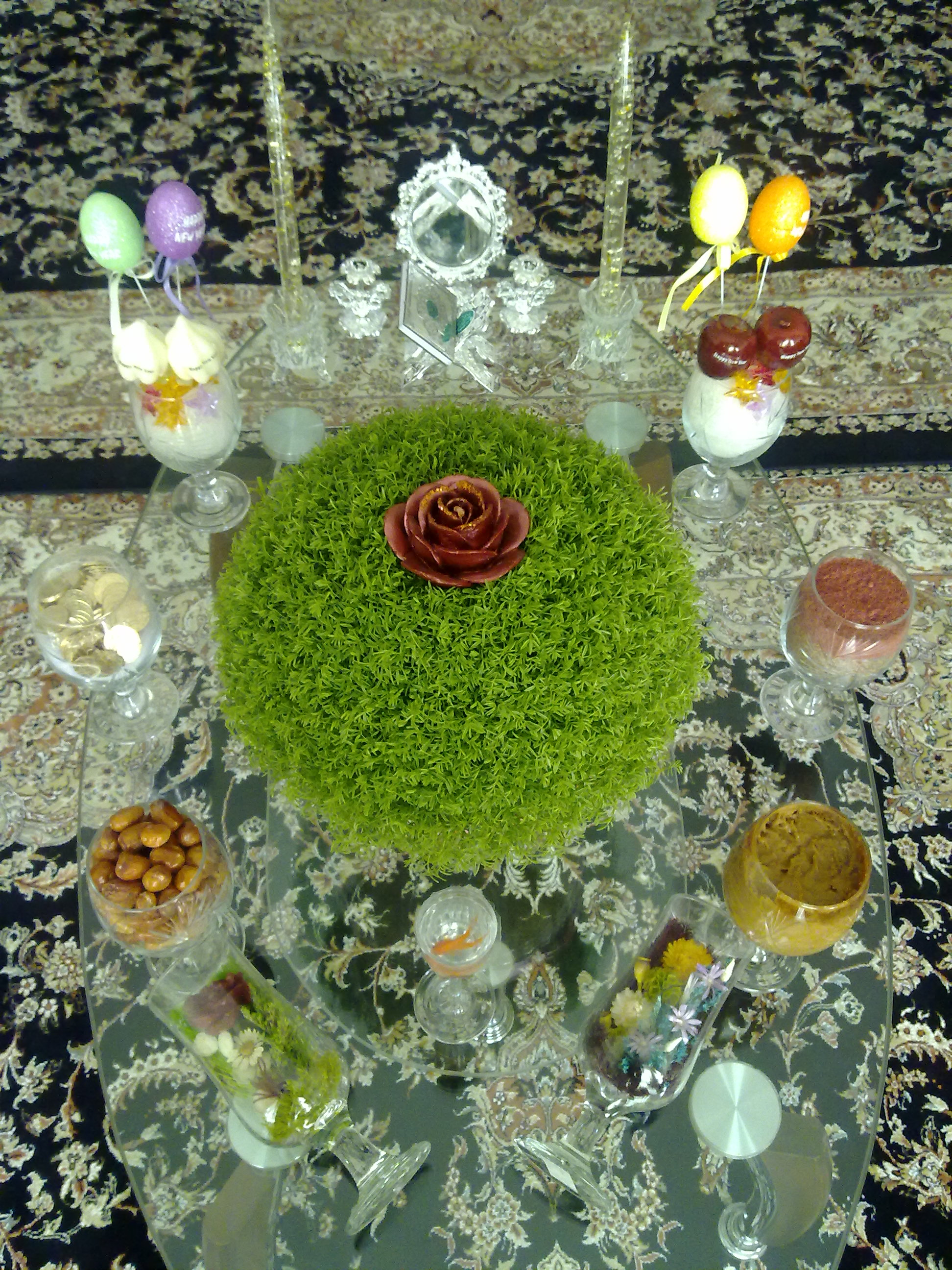
سفره هفت سین در نوروز

از اعتقادات رایج در میان عموم مردم زاویه که تا چندی پیش انجام می‌شد قربانی کردن و کشتن به ویژه شتر برای دفع بلاهایی است که در شهر به صورت پیاپی روی می‌داد. برای نمونه روی دادن خشکسالی، کشتن شدن افراد به دنبال هم در مدتی محدود و زلزله و سایر بلاهای طبیعی مردم زاویه را به قربانی کردن جهت دفع آن واداشته است.
در زاویه مراسم‌های شب چله با میهمانی و دید و بازدید برگزار می‌شده است. این شب برای نو عروسان شب ویژه ای بود و خویشان و بستگان با هدایایی نخستین سال زندگی مشترک او را تبریک می‌گفتند.
همچنین اسفند ماه در زاویه در نگاه مردم شکل ویژه ای داشت که نشان می‌داد آنها مشتاق طی شدن زمستان بودند و از همان زمان به تدریج به استقبال نوروز می‌روند. آنها از این رو ماه اسفند را به چهار بخش تقسیم می‌کنند. پنج روز نخست «هوت» پنج روز بعدی «پوت»، ده روز بعدی اَهمن و ده روز آخر نیز بهمن خوانده می‌شود.
مراسم عزاداری محرم در زاویه به صورت ویژه برگزار می‌شود. از آغاز محرم مصیبت خوانی‌ها و تعزیه‌هایی در بازسازی حادثه کربلا در میان شهرهای استان مرکزی بسیار مشهور است. سنت برگزاری مراسم عاشورا و دهه محرم سابقه کهنی در این شهر دارد و چنان‌که در بخش مذهب زاویه اشاره شد دارای تعزیه خوانان بسیار مشهوری است و گرمی خاصی به مراسم‌های دهه محرم می‌دهد. و این مراسمات تا پایان ماه صفر ادامه دارد.

## دین ومذهب
در شهر زاویه عموم مردم به دین اسلام و تشیع اثنی عشری اعتقاد دارند و در حال حاضر تنوعی در دین یا مذهب اهالی دیده نمی‌شود. با این حال امروزه زاویه به دلیل وجود تعلقات مذهبی و برگزاری مراسم‌های خاص شیعی، در منطقه به دارالمومنین ملقب و مشهور شده است. یکی از میدان‌های مرکزی این شهر که در جوار مسجد جامع است، ملقب به میدان عاشورا، محوطه ای پهن و گشاده است که تعزیه، مراسم سوگواری و مناسبت‌های مختلف شیعیان در این محله انجام می‌گیرد و حتی از شهرهای دیگر به خصوص روز عاشورا به این محل می‌آیند و سابقه طولانی داشته است.

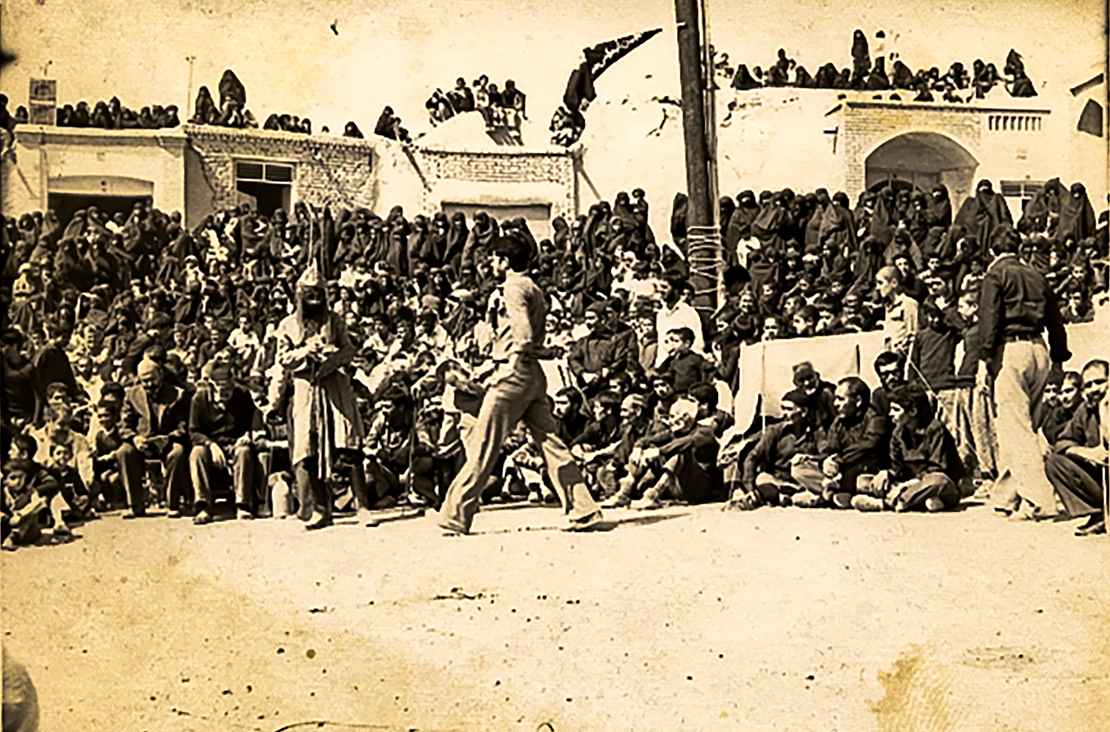
عکس قدیمی از مراسم تعزیه در زاویه

در حال حاضر این شهر از تعزیه خوانان به نام و مشهوری برخوردار است که حتی فعالیت‌های آنان به خارج از کشور نیز کشیده شده است. از جمله آنان می‌توان به آقای یحیی تنها اشاره کرد که مصیبت خوانی و تعریه سابقه دیرپایی در خانواده ایشان داشته است. وی در سال ۱۳۸۵ ش به همراهی هیاتی ایرانی از تعزیه خوانان به نام ایرانی برای اجرای مراسم تعزیه به روسیه اعزام شد.
زاویه فاقد امامزاده است اما از مراکز معنوی قابل توجه این شهر مقبره ایست که با عنوان «موسی خاموش» مشهور شده است و گرد این شخص روایات مبهمی و اغراق‌آمیزی در میان است. از جمله این که گفته می‌شود وی از پیروان بسیار معتقد حسن و حسین بوده و در این راه وی بسیار گریه می‌کرده که حسین به خواب وی می‌آید و او را به آرامش دعوت می‌کند و به قول اهالی زاویه امام به او گفته است: "موسی! خاموش!"
روایت مفصل تر و به لحاظ تاریخی دقیق تری در مورد موسی خاموش وجود دارد که در مجموعه کتاب «چتنه» اثر حاج محمد حسین صفایی نقل شده است. مطابق این روایت شخص اخیر از ایل خاموشلو بوده که در زمان حکومت اوزون حسن آق قویونلو (فرمانروایی از ۸۷۲ تا ۸۸۲ هـ ق) می‌زیسته که به دلیل تعلقات به مذهب تشیع دوازده امامی تحت تعقیب حکومت قرار می‌گیرد و به خلجستان قم و سپس به زاویه پناهنده می‌شود و به گوشه نشینی و انزوا می‌پردازد. بر اساس این روایت نام زوایه از این هنگام بر زاویه نهاده می‌شود. (صفایی تنها، ۱۳۸۴: ۶) این روایت گرچه به اشخاص و دوره تاریخی مشخصی اشاره دارد اما هنگامی که به کشته شدن موسی خاموش توسط یکی از مغولان به نام «ببرک خان» اشاره می‌شود، اهمیت و دقت تاریخی روایت تا حدی مخدوش می‌شود. به هر حال کلیت روایت در مورد بی مهری حکومت آق قویونلو دربارهٔ تشیع و رواج گسترده این مذهب در میان قبایل ترک موضوعی است که با واقعیات تاریخی این دوره همخوانی دارد با این همه باید در پذیرش جزئیات آن احتیاط کرد. شکی نیست که موسی خاموش شخصیت تاریخی تأثیر گذار و پراهمیتی در رشد تشیع و حتی تصوف در این شهر بوده است.
آنچه اکنون از مقبره موسی خاموش برجای مانده بنای کوچک و تازه سازی است و از قرار معلوم بنای خشت و گل آن در طول زمان و با بی‌توجهی‌ها رو به ویرانی نهاده است. گفته می‌شود که مقبره او دارای گنبد و حتی گلدسته بوده با این حال امروزه حتی سنگ قبر اصلی آن سالهاست که مفقود شده است. در محوطه همین مقبره به تازگی (در سال۱۳۸۳ش) حسینیه ای تأسیس شده که به حسینیه سید الشهدا مسمی شده است

## تاریخ زاویه
در مورد تاریخ و پیشینه تمدنی زاویه اطلاعاتی علمی و دقیقی در دست نیست. گذشته از اشاره‌هایی که از حضور مأموران آق قویونلو که در تعقیب موسی خاموش به زاویه آمده بودند و درگیری میان او و مأموران حکومت گزارش شده است، تا دوره قاجاریه اطلاعات تاریخی مشخصی در مورد زاویه در دسترس نیست. اما با فوت کریم خان زند و روی کار آمدن آقا محمد خان قاجار و انتخاب تهران به پایتختی در سال۱۲۰۰ هجری، در کشاکش جنگ‌های قومی در ایران و انقراض باقی مانده شاهزادگان زندیه، شاه قاجار در سرکوبی مخالفین در شیراز دو سرداری را که طرفداری خود را به شاه اثبات کرده بودند (حسینعلی خان و نظرعلی خان) را با خود به تهران آورد. چون فلات مرکزی ایران گریبانگیر هرج و مرج بود، این دو سردار را در زاویه که محلی پر رونق از لحاظ آب و هوا و کشاورزی بود، انتقال و اسکان داد. حسینعلی خان، فرمانده فوج زرند و نظر علی خان حکمرانی زرند را بر عهده می‌گیرد.

فوج به معنای گروه و دسته است و در اصطلاح قدیم نظامی و پیش از تشکیل قشون متحد الشکل در سال ۱۳۰۰ خورشیدی و قبل از ایجاد ارتش نوین ایران توسط رضاخان، شامل عده ای سرباز و درجه دار می شد که از دو تا چهار گردان تشکیل یافته  و معادل یک هنگ ارتش فعلی بود. در اسناد و نوشته های تاریخی به تکرار سخن از فوج زرند به میان آمده است. علت وجودی چنین فوجی در زرند  به گذشته های دورتر به دوره تیموری و در زمان آق قویونلوها باز می گردد که طایفه هایی از ایلات به ساوه و زرند کوچانیده شدند و در عهد صفویان طوایفی از ایلات شاهسون که در تحکیم سلطنت نقش عمده داشتند در اطراف زرند اسکان یافتند.

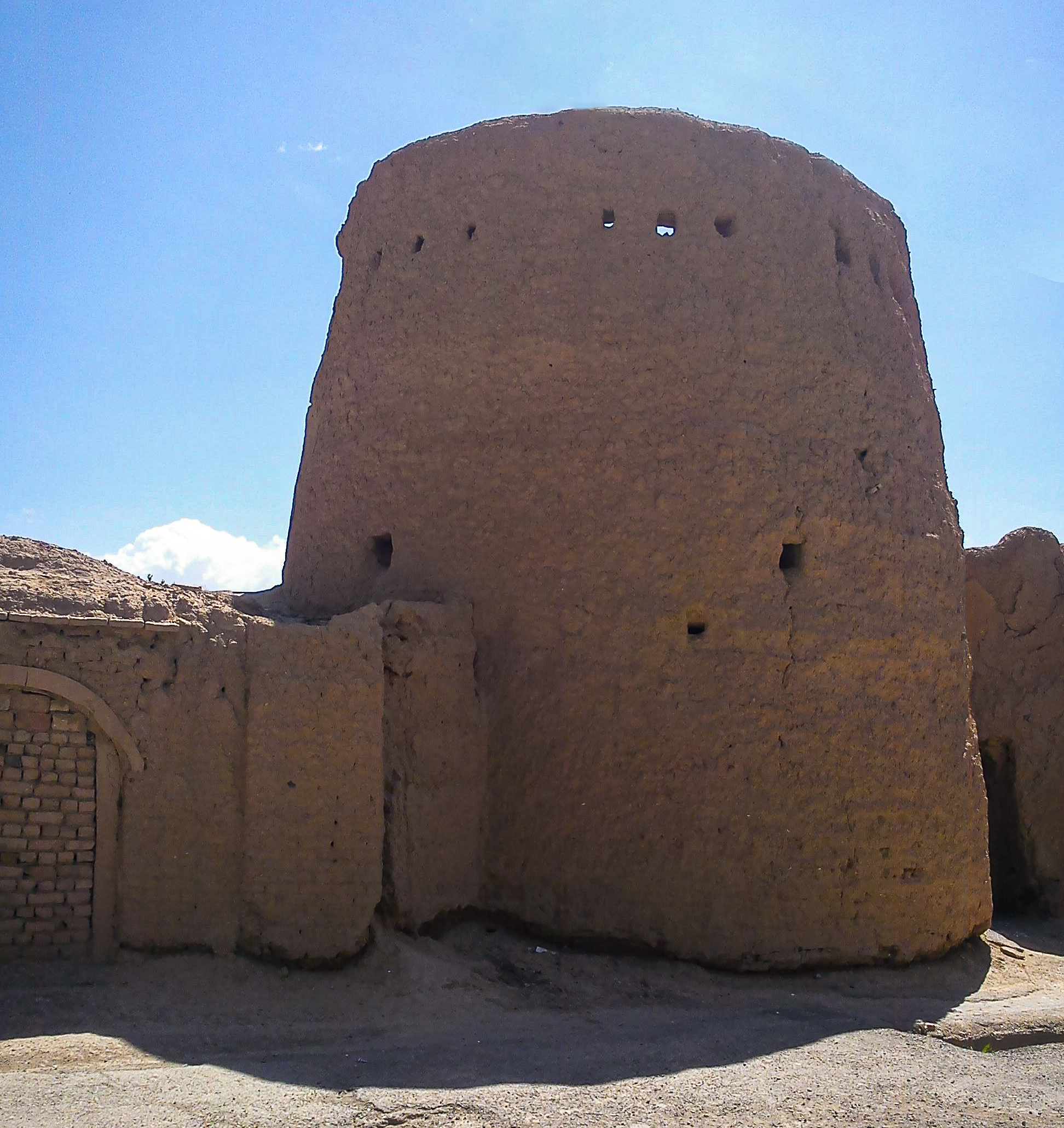
بنای بازمانده از چهار برج قلعه در زاویه

پس از فوت خان قاجار و روی کار آمدن فتحعلی شاه که در بسط و توسعه زاویه دقت داشته، برج و بارویی برای استراحت خود ساخت. در شمال زاویه، محلی را به نام سان تپه سی انتخاب کرده بود که از فوج زرند بازدید می‌نمود و قناتی به اسم شاه باغی، حفر کرد که در مسیر استراحت گاه به محل سان بوده است. یکی از مقامات دربار قاجار که از وی به عنوان عهده دار فوج زرند نام برده شده، مهدی خان عفاری است.محمد مراد خان بیات، فرمانده فوج زرند در زمان محمد شاه قاجار بود که در به اصطلاح دفع فتنه بابیه در زنجان و شکست و کشته شدن ملا محمد علی، رهبر بابیان در سال 1267قمری، نقشی بر جسته داشت و در تاریخ قاجاریه از او یاد شده است.
در دوره فتحعلی شاه حکومت زاویه در دست محمد حسین میرگلّو بوده و سپس به منوچهر خان واگذار شده است. در عهد محمد شاه شخصیت سیاسی نظامی زاویه بابا بیگ یاور است که با مرادخان بیات به موفقیت‌های نظامی در داخل کشور شدند. در عهد ناصرالدین شاه زاویه همچنان زیر نظر زرند (مأمونیه) قرار داشته و نعمت‌الله خان به عنوان نایب الملوک زرند در زاویه حکومت می‌کرد.
در تاریخ سیاسی و رجال زاویه از کسی به نام میرزا علی اصغر خان سرهنگ یاد می‌کنند که از ایل بیات بوده و اجداد او در حکومت قاجاریه دارای نفوذ و مناصب مهمی بودند. از جمله پدر وی اسکندر خان سرهنگ که به حکومت مظفرالدین شاه خدماتی برای سرکوب یاغیان نموده و لقب اقبال الممالک را دریافت نموده بود. گفته می‌شود که در عهد قاجار این علی اصغر خان عنوان سر تحصیلدار داشته است. در مورد علی اصغر خان سرهنگ چهره نیکویی در اذهان اهالی شهر برجای مانده است. گفته می‌شود انضباط و رعایت قوانین و امنیت شهر از موضوعاتی بود که علی اصغر خان بر آن تأکید می‌کرده است. از جمله اقدامات وی گرفتن آمار جمعیت زاویه و نیز اداره جامعه در دوره قحطی بزرگ جهانی در فاصله جنگ جهانی اول و دوم است. گفته می‌شود که وی برای کمک به مردم اسبش را نیز فروخته است. مشهور است که هنگامی که رضاشاه به بازدید از این منطقه می‌آید وی به استقبال رضا شاه نمی‌رود و با بهانه مریضی، رضاشاه را به خدمت خود می‌آورد.
مردم زاویه در نیمه نخست قرن بیستم میلادی در طول جنگ جهانی اول و دوم، اشغال شهر خود را توسط نیروی بیگانه روس را تحمل کرده‌اند. تصرف شهر و استقرار نیروهای روسی در زاویه با داستان‌های دلهره آور در خاطره جمعی مردم باقی مانده است. گویا این نیروها با تصرف شهر، بیشتر در محدوده قلعه استقرار یافته بودند و به‌طور کلی بر شهر مسلط بودند.
مردم زاویه در پیروزی انقلاب اسلامی سال ۱۳۵۷ نقش داشتند. عمده مبارزات علیه حکومت شاه از سوی روحانیون و دانشجویان این شهر انجام می‌گرفت و از انتشار اعلامیه و در برخی موارد تظاهرات را نیز شامل می‌شده است. از نمونه‌هایی این موارد می‌توان به برگزاری مراسم درگذشت مصطفی خمینی اشاره کرد. این مجالس به روایت اهالی زاویه محتوای ضد حکومتی داشته و در آن علیه حکومت پهلوی سخن گفته می‌شد و به‌طور کلی حکومت تا حد ممکن از برگزاری اینگونه مراسم جلوگیری می‌کرد.

## آثار و ابنیه

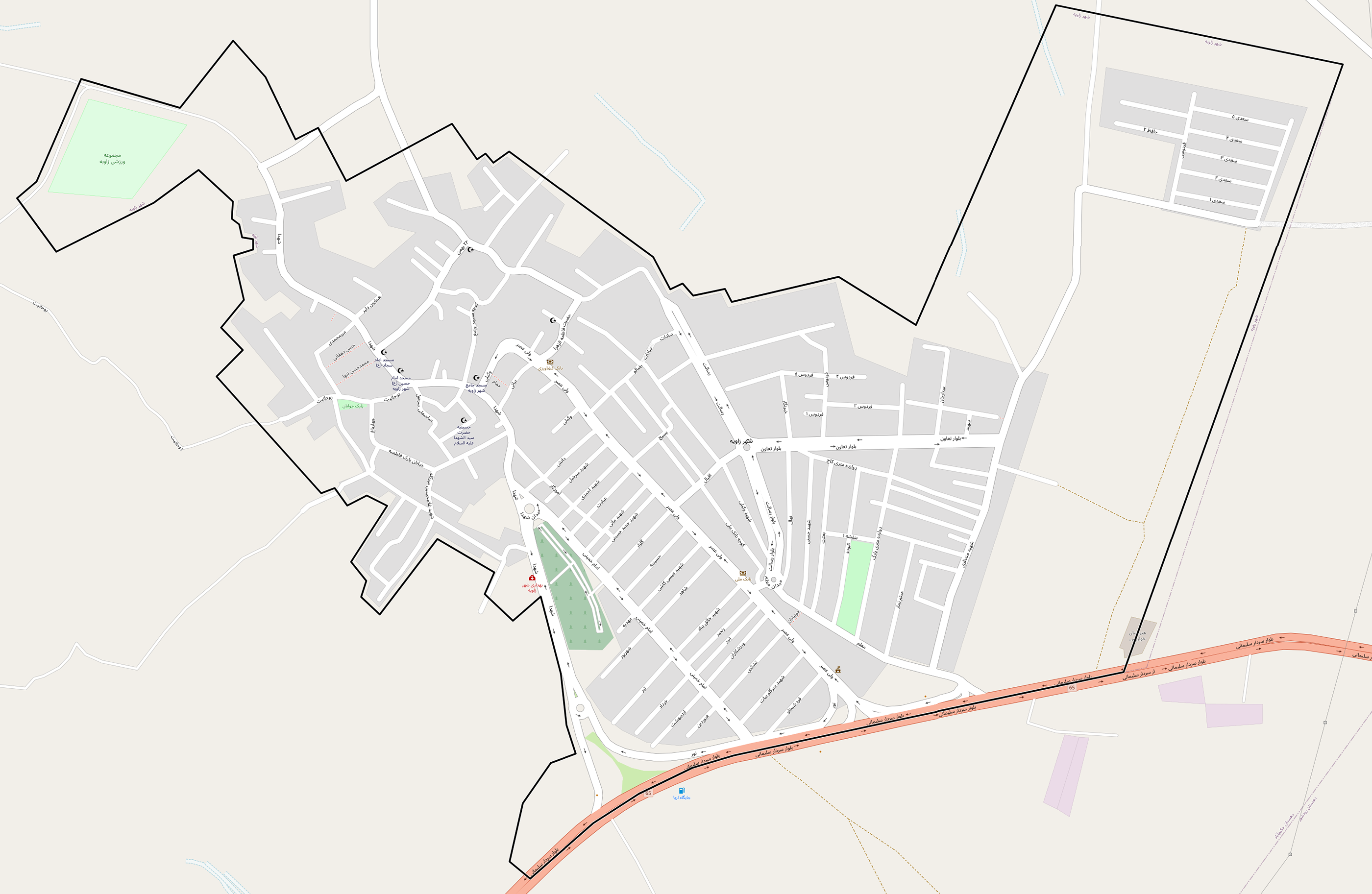
نقشه شهر زاویه

بنای مسجد جامع زاویه یکی از آثار مهمی است که امروزه اصل بنای آن بر جای مانده است. در حال حاضر این مسجد دارای دو بخش است که یکی بنای قدیمی و دیگر بنای تازه ساز است. ساختمان قدیمی یک بنای آجری که درحال حاضر گنبد کوچکی دارد و فاقد گلدسته است و شکل امروزی آن مستطیلی با عرض بسیار کم در حدود کمتر از ده متر است و طول آن در حدود ۵۰–۶۰ متر است.
زاویه همچنین دارای دو حمام قدیمی بوده که هر دو آنها امروزه مخروبه شده است. این دو حمام به «یُخاری حمامی» (یخاری در ترکی به معنی بالایی است) و «اشاقه حمامی» (اشاقه در ترکی به معنی پایین است) مشهور بودند. به نظر این حمام‌ها نیز از اقدامات حاجی نادر خان یا ندیر خان بوده است. یخاری حمامی امروزه به‌طور کلی نابود شده و به جای آن پارک ورزشی جوانان احداث شده است. بنای اشاقه حمامی هنوز در کنار قلعه علی اصغر خان سرهنگ باقی مانده است. هر چند که به صورت ویرانه و مخروبه رها شده است. این حمام تا چندی پیش به حمام مشدی حسن نیز مشهور بود. این بنا در اثر بی‌توجهی روبه به ویرانی رفته و بخش‌هایی از سقف آن نیز فرو ریخته است. از ظاهر حمام چنین بر می‌آید که ویژگی‌های معماری و ساخت و ساز حمام‌های دوران اسلامی را دارا بوده است. به هر حال سنگ نبشته ای که قدمت این حمام‌ها را نشان دهد در دست نیست و میراث فرهنگی نیز اقدامی برای مرمت و معرفی آن صورت نداده است.
از قلعه تاریخی این شهر که نشان می‌دهد روزگاری زاویه به لحاظ سیاسی-نظامی دارای اهمیت بوده و دارای والی نشین بوده، اثر چندانی بر جای نمانده است. اهالی این شهر بر این باورند که بانی این قلعه نادرشاه افشار است، اگر چه نمی‌توان شواهد تاریخی برای آن دست و پا کرد. امروزه از این قلعه تنها برجی دیده‌بانی باقی مانده که در محله سازی جانلو باقی مانده و در کوچه ای که به مسجد جامع ختم می‌شود، قرار گرفته است. این برج با ارتفاعی در حدود ۶ متر و عرض ۴ متر است و اخیراً در کنار آن ساخت و سازهایی انجام شده و رفتن به داخل بنا تنها از طریق خانه همسایه‌ها امکان‌پذیر است. این بنا بازمانده چهار برج قلعه است که اخیراً سه برج دیگر را که در ملک خصوصی یا تصرفی اهالی بوده به کلی ویران کرده‌اند.

## زبان و گویش
امروزه اهالی این شهر به گویشی از زبان ترکی سخن می‌گویند که خصوصیات محلی خود را دارد. گرچه برخی از اهالی به زبان فارسی نیز سخن می‌گوید. البته زبان فارسی در بین نسل‌های جدیدتر به دلیل مراوده‌های بیشتر با شهرهای دیگر، بیش از پیش متداول شده است.
در دوره پهلوی گزارشی در حدود دهه سی خورشیدی در دست است که می‌گوید برخی از اهالی زاویه به فارسی سخن می‌گویند. (لغت نامه دهخدا ذیل واژه زاویه) اما به هر حال زبان غالب در این شهر ترکی است و دست کم از نام‌های خاصی که کوه‌ها و چشمه‌ها و مراسم‌های این منطقه وجود دارد می‌توان استنباط کرد که زبان ترکی سابقه زیادی در این منطقه داشته است.
از ضرب‌المثل‌های ترکی مشهور می‌توان به یک نمونه اشاره کرد: ایچریسی خَرخی دیاندور/ چُلی اوزُ مُو زِی. این ضرب‌المثل در مواردی گفته می‌شود که دارایی و داشته‌ای از یک سو موجب آزار و اذیت صاحبش است و از دور و بیرون مایه حسرت و غبطه دیگران باشد.

## وضعیت زلزله و سیل خیزی

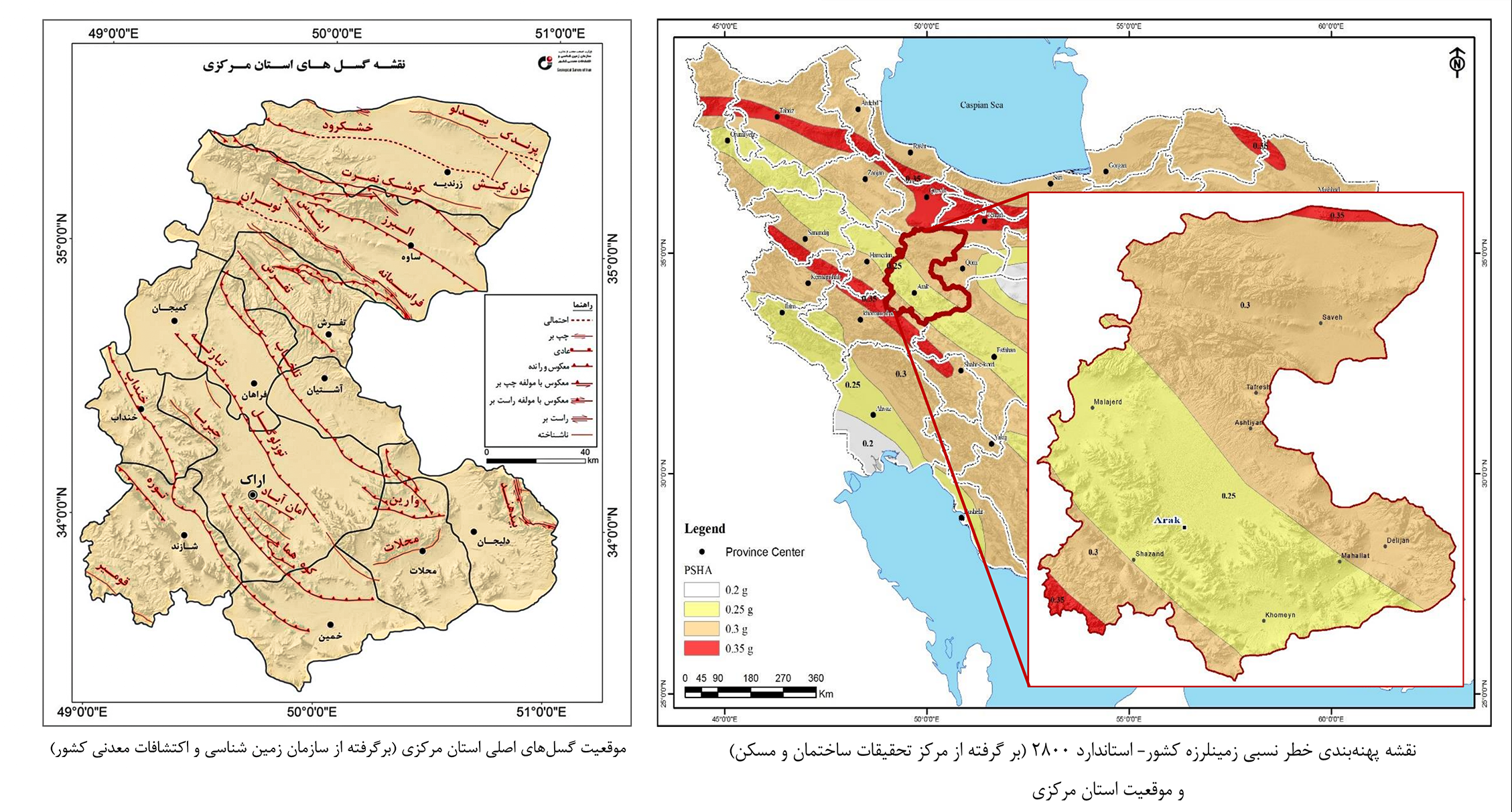
نقشه گسل های اصلی و پهنه بندی خطر نسبی زلزله در استان مرکزی

استان مرکزی دارای ده‌ها گسل اصلی است و تمام شهرهای استان بر روی پهنه لرزه خیز و در حریم گسل‌های اصلی و فرعی قرار دارند. شهر زاویه نیز در منطقه ای زلزله خیز قرار گرفته است و گرچه در دوره معاصر زلزله بزرگی گزارش نشده است اما در زلزله ای که بوئین زهرا (در سال ۱۳۴۱) در جنوب شرقی استان قزوین و شمال غربی زاویه روی داد، گزارش‌هایی از تأثیرات آن بر زاویه نیز گزارش شده است. به طوری که از گفته‌های اهالی این شهر بر می‌آید در آن زمان برخی ساختمان‌ها تحت تأثیر این زمین لرزه ترک خورده و اندکی را نیز ویران نموده بود.
در خاطره اهالی قدیمی زاویه، یاد زلزله ای مهیب بر جای مانده و معتقدند کل شهر در اثر آن زلزله ویران شده است و گفته می‌شود ویرانی‌های موجود در منطقه اشرف (در ضلع شرقی جاده قدیم تهران ساوه) در اثر آن زلزله می‌باشد که هیچگاه بازسازی نشد. محتمل است که آثار تاریخی آن که دلیل سابقه تمدنی آن باشد، در دل خاک نهفته مانده باشد.
هم چنین اهالی کهنسال شهر از سیل دائمی در طول فصل‌های زمستان در گذشته‌های دور یاد می‌کنند. این سیل ناشی از طغیان آب در بستر رودخانه «قوشه دیرمان» بوده است و از گذشته دور موجب آسیب‌هایی در زاویه می‌شده و البته امروزه به دلیل کاهش نزول باران این مسئله برطرف شده است.

## دسترسی
زاویه در کنار جاده سواره رو قدیم تهران ساوه قرار گرفته است. این جاده آسفالته که دو طرفه است از هنگام ساخت جاده اتوبانی تهران ساوه، اهمیت سابق خود را که زمانی مسیر ارتباطی تهران ساوه بود، تا حد زیادی از دست داده است. با این حال، هنوز هم برای ترددهای محلی و دسترسی به روستاهای اطراف از جمله زاویه، نقش به‌سزایی ایفا می‌کند.
با این همه مناسب‌ترین مسیر ارتباطی ساکنان زاویه به مرکز شهرستان زرندیه، یعنی مأمونیه است. زاویه از نزدیک ترین خط راه‌آهن، در حدود ۱۰ کیلومتر از ایستگاه پرندک زرندیه و 13 کیلومتر از ایستگاه مأمونیه فاصله دارد. 
فاصله زاویه تا فرودگاه امام خمینی نیز برابر ۵۰ کیلومتر است.
در کنار تمام این مزایای دسترسی، زاویه هنوز با برخی چالش‌های زیرساختی روبرو است. بهبود وضعیت جاده، افزایش ایمنی تردد، توسعه خطوط حمل و نقل عمومی و ارتقای ارتباطات دیجیتال می‌تواند نقش مهمی در توسعه پایدار این منطقه ایفا کند. با برنامه‌ریزی‌های مناسب، زاویه می‌تواند به یکی از نقاط مورد توجه در شهرستان زرندیه تبدیل شود.

## افراد برجسته

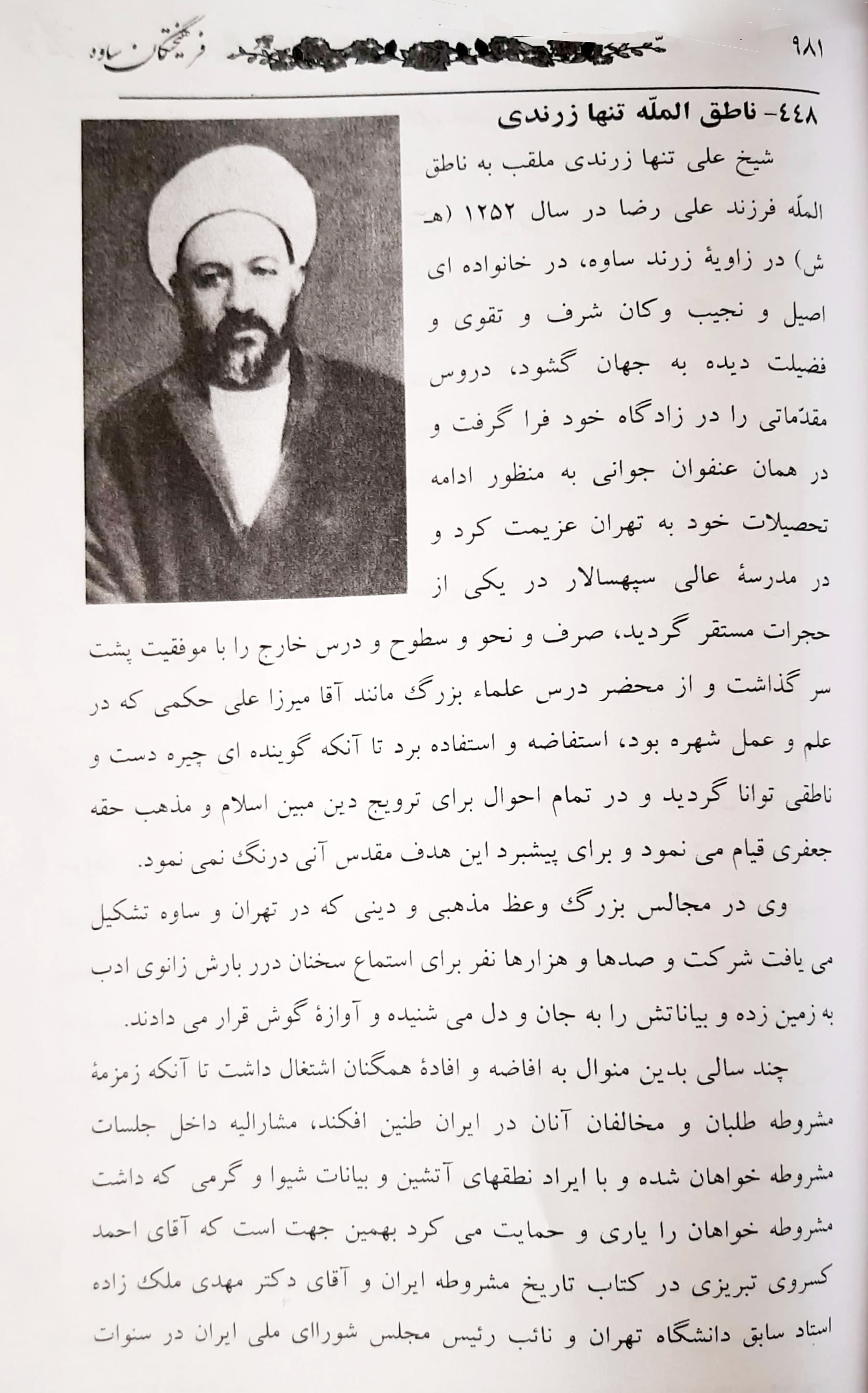
تصویری از کتاب فرهیختگان ساوه در مورد شیخ علی تنها زرندی ملقب به ناطق المله فرزند علی رضا در سال ۱۲۵۲ شمسی

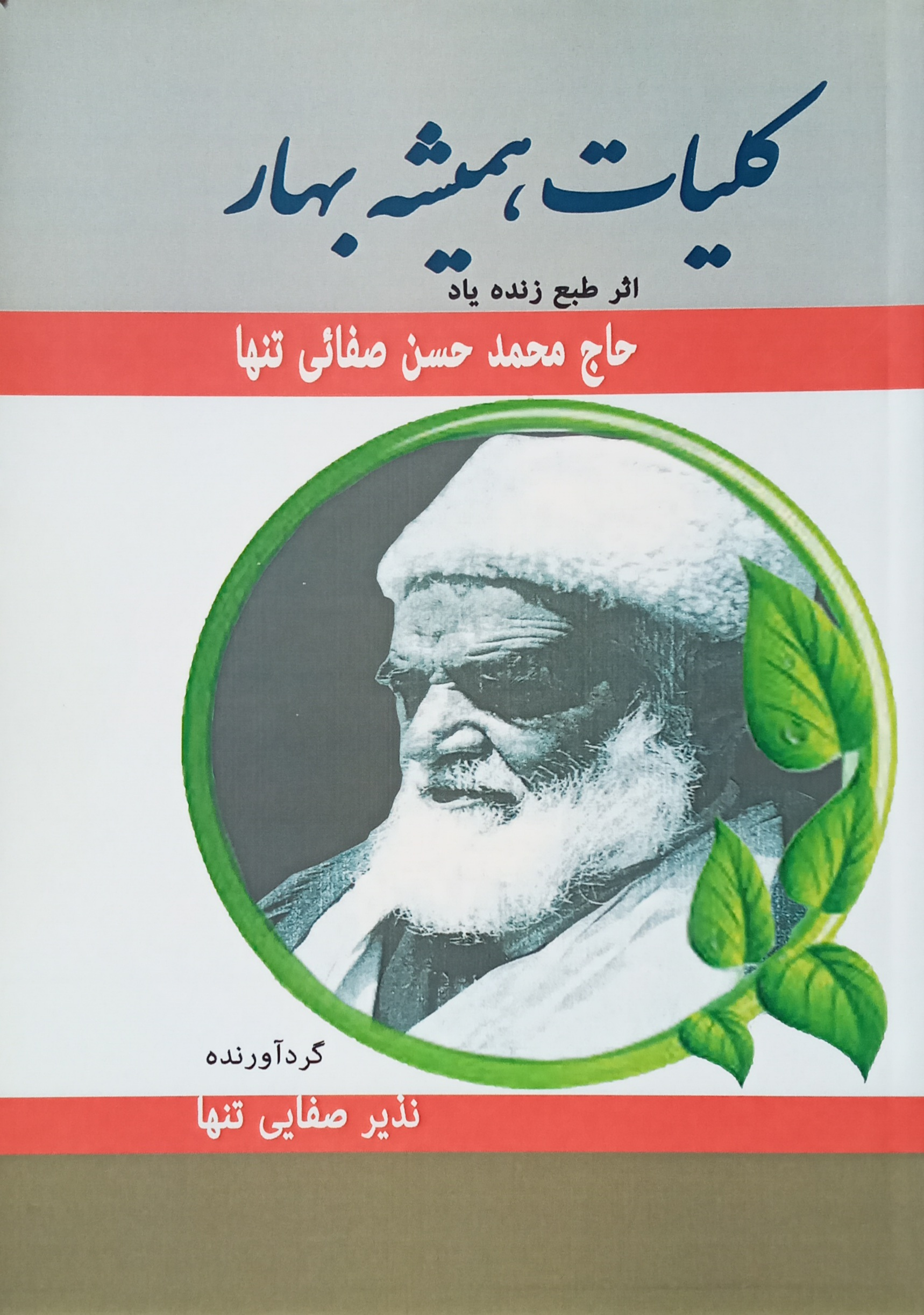
تصویری از جلد کتاب کلیات همیشه بهار حاج محمد حسن صفایی تنها

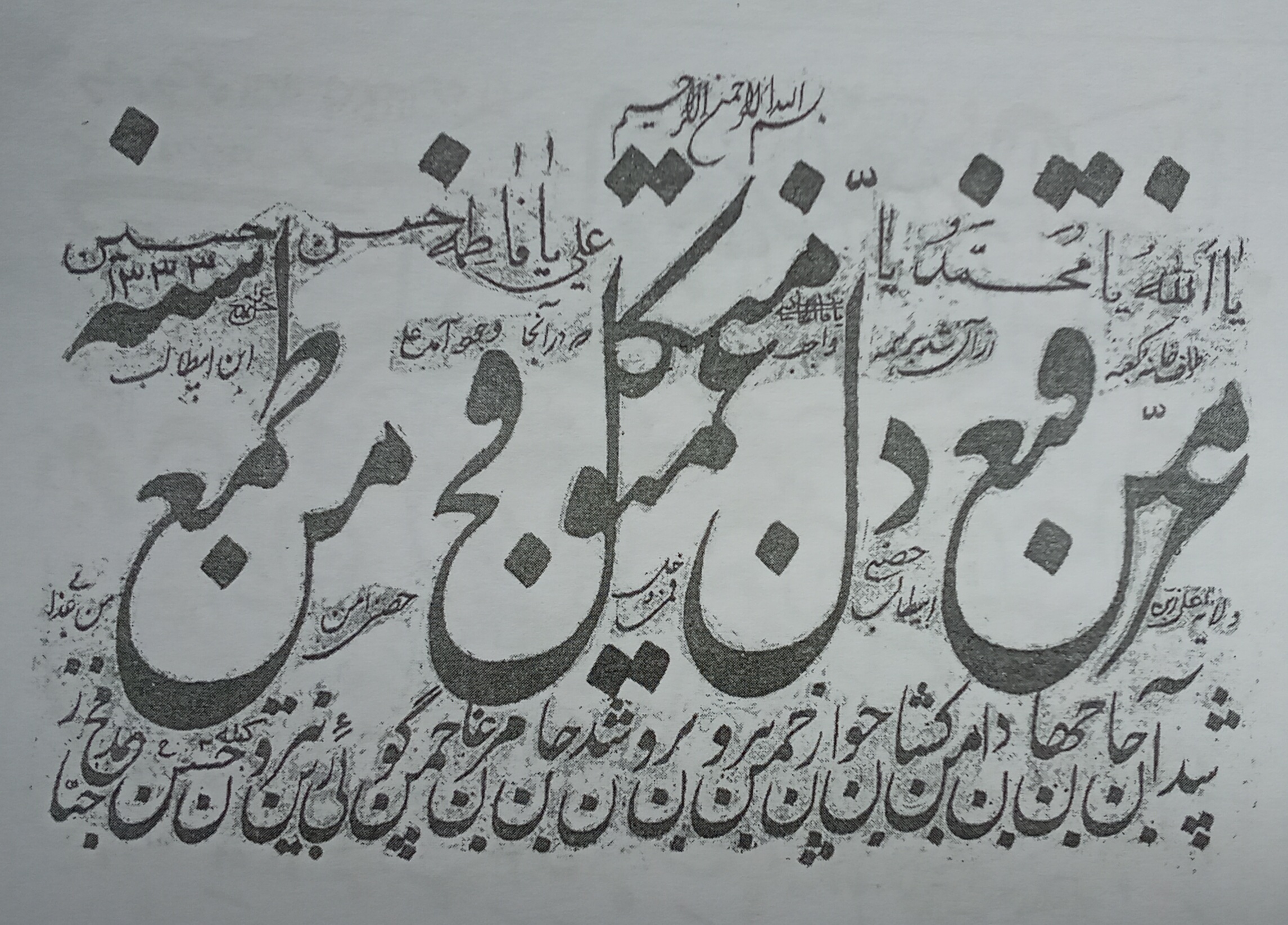
نمونه دست خط حاج محمد حسن صفایی تنها

از مشاهیر زاویه می‌توان به شیخ علی زرندی ملقب به ناطق المله اشاره کرد که از مبارزان مشروطه می‌باشد.
وی در سال ۱۲۵۲ هجری شمسی در زاویه چشم به جهان گشود و پس از فراگیری دروس مقدماتی در زادگاه خود، برای ادامه تحصیلات به تهران رفت و در مدرسه عالی سپهسالار به فراگیری صرف و نحو و سطوح و درس خارج فقه پرداخت. وی سالها بعد به جرگه مشروطه خواهان پیوست.
از دیگر افراد مشهور معاصر این شهر می‌توان به آیت الله سید ابوالفضل میرمحمدی اشاره کرد که نماینده استان تهران در مجلس خبرگان رهبری بود. وی داماد سید احمد زنجانی و همسر خواهر سید موسی شبیری زنجانی از مراجع تقلید شیعه بود. سید ابوالفضل میر محمدی زرندی در سال ۱۳۰۲ در شهر زاویه متولد شد، در سال ۱۳۲۶ که او خانواده‌اش جهت زیارت عتبات عالیات به عراق رفتند، در آن‌جا نزد «سید یحیی زرندی» ملقب به میردوان که دایی او بود تحصیل کرد و پس از مدتی به قم رفت. با پیروزی انقلاب اسلامی در ۲۲ بهمن ۱۳۵۷ در ارگان‌ها و نهادهای مختلف نظام اسلامی استخدام شد. از جمله آثار وی بحوث فی تاریخ القرآن و علومه، تاریخ و علوم قرآن، ثلاث الدراسات فی الفقه و المشتبه، هل یجوز التعزیر بالحبس او بالمال، زندان و زندانی در اسلام، تفسیر قرآن و مقالات است.
همچنین از افراد هنر دوست و عارف مسلک این شهر می‌توان به حاج محمد حسن صفایی تنها (۱۲۶۸ه-ش ۱۳۵۲ه-ش) اشاره کرد. محمد حسن صفایی شاعر، خوش نویس، موسیقی دان، خواننده سنتی، قاری قرآن، مؤذن، سخنور و یکی از مفاخر گمنام کشور ایران بود.
آن مرحوم در زمان حیاتش دو جلد کتاب به نام همیشه بهار (جلد اول و دوم) و یک کتابچه تحت عنوان رمان به انضمام مستقیم نامه را به چاپ رساند و اشعاری نیز در دست‌نویس‌هایش چاپ نشده باقی ماند (یک جلد دستنویس سیاسی به نام انبانه هم داشته که در زمان خودش مفقود شده است).
فرزند وی در سال ۱۳۸۱ به گزینش و تحریر بخش‌هایی از چاپ شده‌ها و چاپ نشده‌ها اقدام و با نام چنته گردآوری کرد و این مجلد را تحت عنوان کلیات همیشه بهار به چاپ رسانید. ابیات زیر نمونه ای از سروده‌ها است.
آثار من این کتاب و اشعار من است
شادم که چه خوش قریحه آثار من است
این خط خوش و صوت خوش و طبع لطیف
در هر دو جهان مایه سرشار من است
آثار نیک مانده ز مردان روزگار
ما را هم این بیان و رقم باد یادگار

## صنعت
شهر زاویه که در ۴۵ کیلومتری شهر ساوه و تقریباً ۷۰ کیلومتری تهران واقع شده است که سبب شده است شهرک صنعتی این شهر مکان مناسبی برای سرمایه‌گذاری و اشتغال زایی باشد.
شهرک صنعتی زاویه با مساحت ۵۸۳ هکتار در سمت شمال جاده قدیم تهران - ساوه و در فاصله ۵ کیلومتری نرسیده به شهر زاویه از سمت تهران به ساوه در اراضی عمومی منطقه ای به نام هاشم‌آباد قرار گرفته است.
در شهرک صنعتی زاویه، شرکت‌هایی با زمینه کاری صنایع برق و الکترونیک، خدماتی و کارگاهی، سلولزی، شیمیایی، فلزی و غیر فلزی، غذایی، دارویی و بهداشتی، نساجی، مونتاژ اتوبوس و آمبولانس فعالیت می‌کنند.
این شهرک در فاصله کوتاهی از اتوبان تهران - ساوه در شهرستان زرندیه واقع شده است و با هدف تمرکز صنعت و مکانی برای تجمع کارخانه‌ها و کارگاه‌های تولیدی ایجاد شده است. همچنین فاصله این شهرک تا ایستگاه راه‌آهن پرندک ۷ کیلومتر تا گمرک ساوه ۳۰ کیلومتر تا فرودگاه امام خمینی ۵۰ کیلومتر می‌باشد.

## بهداشت و درمان
شهر زاویه دارای یک مرکز جامع سلامت شبانه‌روزی است و خدمات قابل ارائه در این مکان شامل خدمات پزشکی، پرستاری، دندانپزشکی، ماما، مراقب سلامت، کارشناس سلامت روان، خدمات آزمایشگاهی، کارشناس تغذیه، کارشناس بهداشت محیط و حرفه ای و نظارت بر مراقبت‌های بهداشتی می‌باشد.